# Kovács Nóra
Kovács Nóra (Budapest, 1955. július 9. –) magyar színésznő.

## Életpályája
1978-ban végzett a Színház- és Filmművészeti Főiskolán, gyakorló éveit – jelentős szerepeket játszva –a József Attila Színháznál töltötte. A diploma megszerzése után a Vígszínház szerződtette, ahol a Légköbméter című darabbal debütált. Ugyanitt két ősbemutató (Képzelt riport egy amerikai rockfesztiválról; Kőműves Kelemen) női főszereplője volt. Több darabban szerepelt a Kisvárdai Várszínházban. A 2004/2005-ös szezonban a Soproni Petőfi Színház tagja volt.
A legtöbbet foglalkoztatott szinkronművészek egyike. Hatszáz alkotáshoz kölcsönözte hangját. Legtöbbször hat világsztárt szinkronizált: Emma Thompson (36);  Michelle Pfeiffer (30);  Kim Basinger (21); Cate Blanchett (18); Diane Keaton (16); és Meryl Streep (12).

## Színházi szerepeiből
A Színházi adattárban regisztrált bemutatóinak száma: 42. Ugyanitt nyolc színházi fotón is látható.
- Peter Weiss: Hölderlin[6]
- Csiky Gergely: Buborékok... Aranka
- Shakespeare: Vízkereszt, vagy amit akartok... Olivia
- Tennessee Williams: 
  - Múlt nyáron, hirtelen... Catherine Holly
  - Macska a forró bádogtetőn... Big Mama
  - A vágy villamosa... Eunice
- Gorkij: Éjjeli menedékhely... Nasztya
- Bereményi Géza: Légköbméter... Sípos Erika
- Örkény István: 
  - Pisti a vérzivatarban... Fiatal nő
  - Rózsakiállítás... Nuoferné
- Fejes Endre–Presser Gábor: Jó estét nyár, jó estét szerelem... Veronika
- Szörényi Levente–Bródy János–Ivánka Csaba–Sarkadi Imre: Kőműves Kelemen... Anna
- Füst Milán: A sanda bohóc... Angéla baba
- Ruzante: Csapodár madárka... Bettina
- Ashman–Menken: Rémségek kicsiny boltja... Chrystal
- Szigligeti Ede: Liliomfi... Mariska
- Woody Allen: Játszd újra, Sam... Sharon Blake
- Henrik Ibsen: Nóra... Lindéné

## Filmjei

### Játékfilmek
- A magyar ugaron (1972) – Magda
- Petőfi ’73 (1972) – Szendrey Júlia
- Legato (1977) – Mari, Gajzágóné
- Üvegtigris 2. (2006) – Önkormányzati dolgozó I.

### Tévéfilmek
- Aki szeretni gyáva (1977)
- Petőfi 1-6. (1977) – Júlia
- A hiba (1978) – A szobalány
- Talpsimogató (1978)
- A fürdőigazgató (1979)
- Kiálts, város! (1979) – Eszter
- Nők apróban (1980) – Sárika, Pintér felesége
- A szürke eminenciás (1981)
- Az aranyelefánt (1981)
- Mese az ágrólszakadt Igricről (1981) – Királylány
- Nőuralom (1981)
- Kinizsi (1983)
- Szemenszedett igazság (1984) – Sophie
- Magyar karrier (1985)
- Széchenyi napjai 1-6. (1985) – Selina
- Gréti…! (egy kutya feljegyzései) (1986, televíziós rajzfilm) – Magda (Asszony) (hang)
- Kőműves Kelemen (1986) – Anna
- A fészek melege (1987) – Kati, Kovács felesége
- A megoldás (1987) – Szása
- Az öreg tekintetes (1987)
- Illatszertár (1987) – Molnár kisasszony
- Nyolc évszak 1-8. (1987) – Bíró
- A rablólovag (1988) – Emma grófnő
- Fűszer és csemege (1988) – Lujza
- Tűrhető Lajos (1988) – Anya
- Hölgyek és urak (1991) – Vera
- Pénzt, de sokat! (1991) – Márta
- Nem válok el (1992)
- Öregberény 1-22. (1993-1995) – Zsuzsi
- A becsületes megtaláló (1996) – Elza
- Duna Anzix (2011)

## Szinkronszerepei

### Filmek
| Év   | Cím                                                                            | Szereplő                               | Színész                  | Szinkron év |
| ---- | ------------------------------------------------------------------------------ | -------------------------------------- | ------------------------ | ----------- |
| 1930 | Párizsi háztetők alatt                                                         | Pola, a román lány                     | Pola Illéry              | 1983        |
| 1931 | Éljen a szabadság!                                                             | Jeanne                                 | Rolla France             | 1983        |
| 1931 | Mata Hari                                                                      | Mata Hari                              | Greta Garbo              | 1991        |
| 1932 | Grand Hotel                                                                    | Grusinskaya, a táncos                  | Greta Garbo              | 1991        |
| 1936 | Charlie Chan a lóversenyen                                                     | Alice Fenton                           | Helen Wood               | 1987        |
| 1936 | Charlie Chan titka                                                             | Janice Gage                            | Astrid Allwyn            | 1986        |
| 1936 | Godfrey, a lakáj (2. magyar szinkron)                                          | Angelica Bullock                       | Alice Brady              | 2013        |
| 1937 | Az alvilág királya                                                             | Aicha                                  | Olga Lord                | 1980        |
| 1937 | Csillag születik                                                               | Esther Victoria Blodgett               | Janet Gaynor             | 1989        |
| 1939 | Elfújta a szél (2. magyar szinkron)                                            | Melanie Hamilton                       | Olivia de Havilland      | 1995        |
| 1939 | Ninocska                                                                       | Ninocska Jakusova elvtársnő            | Greta Garbo              | 1991        |
| 1940 | Mire jó a pletyka?                                                             | Julinka Svobodová                      | Adina Mandlová           | 1985        |
| 1941 | Az utca embere (3. magyar szinkron)                                            | Ann Mitchell                           | Barbara Stanwyck         | 2002        |
| 1941 | Lady Hamilton (2. magyar szinkron)                                             | Emma Lady Hamilton                     | Vivien Leigh             | 1993        |
| 1942 | Szabotőr (2. magyar szinkron)                                                  | Mrs. Mason                             | Dorothy Peterson         | 2014        |
| 1942 | Utazás a múltból                                                               | Charlotte Vale                         | Bette Davis              | 1998        |
| 1943 | A Goupi-tanya                                                                  | Goupi Kánkán                           | Marcelle Hainia          | 2004        |
| 1943 | A gyanú árnyékában (3. magyar szinkron)                                        | Mrs. Margaret Green                    | Isabel Randolph          | 2014        |
| 1943 | Fracasse kapitány                                                              | Isabella                               | Assia Noris              | 1993        |
| 1944 | Gázláng                                                                        | Paula Alquist Anton                    | Ingrid Bergman           | 1978        |
| 1944 | Szegények és gazdagok                                                          | Marie „Vézna” Browning                 | Lauren Bacall            | 1998        |
| 1945 | Vidám kísértet                                                                 | Ruth Condomine                         | Constance Cummings       | 1991        |
| 1946 | A hosszú álom (1. magyar szinkron)                                             | Carmen Sternwood                       | Martha Vickers           | 1979        |
| 1946 | Forgószél (2. magyar szinkron)                                                 | Alicia Huberman                        | Ingrid Bergman           | 1999        |
| 1946 | Szürke fény                                                                    | Ditte                                  | Tove Maës                | 1973        |
| 1947 | A pármai kolostor                                                              | Clelia Conti                           | Renée Faure              | 1980        |
| 1947 | Eszményi férj (2. magyar szinkron)                                             | Miss Mabel Chiltern, Sir Robert húga   | Glynis Johns             | 1981        |
| 1947 | Hajó Indiába                                                                   | Alice Blom                             | Anna Lindahl             | 2009        |
| 1948 | Anna Karenina (2. magyar szinkron)                                             | Anna Karenina                          | Vivien Leigh             | 1993        |
| 1948 | Csók a stadionban                                                              | N/A                                    | N/A                      | 1983        |
| 1949 | A harmadik ember (1. magyar szinkron)                                          | Anna Schmidt                           | Alida Valli              | 1997        |
| 1949 | Ádám bordája                                                                   | Amanda Bonner                          | Katharine Hepburn        | 1994        |
| 1949 | Néma barikád                                                                   | Halina                                 | Barbara Drapińska        | 1982        |
| 1949 | Sárga szalagot viselt (magyar hangalámondás)                                   | Olivia Dandridge                       | Joanne Dru               | 1991        |
| 1950 | Alkony sugárút (2. magyar szinkron)                                            | Norma Desmond                          | Gloria Swanson           | 2010        |
| 1950 | Kutyaélet                                                                      | Franca                                 | Tamara Lees              | 1989        |
| 1951 | A Revű hajó                                                                    | Magnolia Hawks                         | Kathryn Grayson          | 1989        |
| 1951 | Doktor Knock, avagy Az orvoslás dicsősége                                      | Mme Pons                               | Marguerite Pierry        | 2024        |
| 1951 | Júlia kisasszony (2. magyar szinkron)                                          | Júlia kisasszony                       | Anita Björk              | 2001        |
| 1952 | A normann fogadó                                                               | N/A                                    | N/A                      | 2013        |
| 1952 | Az élet örömei                                                                 | N/A                                    | N/A                      | 1981        |
| 1952 | Hölgy kaméliák nélkül                                                          | Dublőz kisasszony                      | Nuri Neva Sangro         | 1981        |
| 1952 | Hűtlen asszonyok (2. magyar szinkron)                                          | Luisa Azzali                           | Irene Papas              | 1979        |
| 1953 | Egymillió fontos bankjegy (2. magyar szinkron)                                 | Portia Lansdowne                       | Jane Griffiths           | 1988        |
| 1953 | Pony Expressz                                                                  | Evelyn Hastings                        | Rhonda Fleming           | 2004        |
| 1954 | Bragelonne vikomt                                                              | N/A                                    | N/A                      | 2002        |
| 1954 | Gyilkosság telefonhívásra                                                      | Margot Mary Wendice                    | Grace Kelly              | 1984        |
| 1954 | Hátsó ablak                                                                    | Lisa Carol Fremont                     | Grace Kelly              | 1986        |
| 1954 | Nápoly aranya (2. magyar szinkron)                                             | Carolina, Saverio felesége             | Lianella Carell          | 2010        |
| 1954 | Nem hiszek már a szerelemben (2. magyar szinkron)                              | Luisa Vidor                            | Renate Mannhardt         | 1991        |
| 1955 | A nagy hadgyakorlat (1. magyar szinkron)                                       | Lucie                                  | Brigitte Bardot          | 1980        |
| 1955 | Az Isten bal keze                                                              | Anne „Scotty” Scott                    | Gene Tierney             | 1998        |
| 1955 | Egy kerékpáros halála (2. magyar szinkron)                                     | N/A                                    | N/A                      | 1981        |
| 1955 | Frufru                                                                         | Antoinette „Frufru” Dubois             | Dany Robin               | 1995        |
| 1955 | Hétévi vágyakozás                                                              | A lány                                 | Marilyn Monroe           | 1981        |
| 1955 | Jang Kuj-fej hercegnő                                                          | Jang Kuj-fej „Jókihi” hercegnő         | Kjó Macsiko              | 1983        |
| 1955 | Lola Montez                                                                    | Lola Montes                            | Martine Carol            | 1996        |
| 1956 | Az esőcsináló (2. magyar szinkron)                                             | Lizzie Curry                           | Katharine Hepburn        | 2000        |
| 1956 | Elena és a férfiak (első-két magyar szinkron)                                  | Elena                                  | Ingrid Bergman           | 1994        |
| 1956 | Elena és a férfiak (első-két magyar szinkron)                                  | Elena                                  | Ingrid Bergman           | 1999        |
| 1957 | A nagy kék országút                                                            | Rosetta Squarciò                       | Alida Valli              | 1997        |
| 1957 | Fehér éjszakák                                                                 | Natalia                                | Maria Schell             | 1981        |
| 1957 | Híd a Kwai folyón (1. magyar szinkron)                                         | Nővér a ceyloni kórházban              | Ann Sears                | 1989        |
| 1957 | Üdülés pénz nélkül (első-két magyar szinkron)                                  | Caterina Lisotto                       | Isabelle Corey           | 1978        |
| 1957 | Üdülés pénz nélkül (első-két magyar szinkron)                                  | N/A                                    | N/A                      | 2016        |
| 1958 | Folytassa, nővér!                                                              | Dorothy Denton nővér                   | Shirley Eaton            | 1980        |
| 1958 | Jó reggelt, búbánat!                                                           | Cecile                                 | Jean Seberg              | 1980        |
| 1958 | Zűrzavar és éjszaka (2. magyar szinkron)                                       | Lucky Fridel                           | Nadja Tiller             | 1991        |
| 1959 | Ház a Kísértet-hegyen                                                          | Ruth Bridges                           | Julie Mitchum            | 2010        |
| 1959 | Szerelmesek                                                                    | Allegra Barberio                       | Jacqueline Sassard       | 1978        |
| 1960 | A szép Antonio                                                                 | Barbara Puglisi                        | Claudia Cardinale        | 1980        |
| 1960 | Az én nagy barátom (2. magyar szinkron)                                        | Lány                                   | Natalja Arhangelszkaja   | 1982        |
| 1960 | Butterfield 8 (2. magyar szinkron)                                             | Emily Liggett                          | Dina Merrill             | 1998        |
| 1961 | A szövetséges                                                                  | N/A                                    | N/A                      | 1980        |
| 1961 | Veszettek                                                                      | Mary diPace                            | Shelley Winters          | 2009        |
| 1961 | Cléves hercegnő                                                                | Medici Katalin, a királyné             | Lea Padovani             | 1998        |
| 1962 | Aki megölte Liberty Valance-t (1. magyar szinkron)                             | Hallie Stoddard                        | Vera Miles               | 1981        |
| 1962 | Az utolsó cowboy (1. magyar szinkron)                                          | Jerry Bondi                            | Gena Rowlands            | 2009        |
| 1962 | Cléo 5-től 7-ig (2. magyar szinkron)                                           | Florence Cléo Victoire                 | Corinne Marchand         | 1994        |
| 1962 | David és Lisa                                                                  | Mrs. Clemens                           | Neva Patterson           | 2009        |
| 1962 | Egy kis ravaszság                                                              | Cathy Timberlake                       | Doris Day                | 2004        |
| 1962 | Gyilkos vagy áldozat? (2. magyar szinkron)                                     | Lisa Macklin                           | Sophia Loren             | 2002        |
| 1962 | Irány Deauville                                                                | Kutyát sétáltató nő                    | Brigitte Naville         | 2014        |
| 1962 | Torreádor-keringő (2. magyar szinkron)                                         | Ghislaine                              | Dany Robin               | 1995        |
| 1963 | 55 nap Pekingben                                                               | Natalie Ivanoff bárónő                 | Ava Gardner              | 1992        |
| 1963 | Az igazságszolgáltatás nevében (1. magyar szinkron)                            | Gina Bianchi, ápolónő                  | Virna Lisi               | 1984        |
| 1963 | James Bond 02.: Oroszországból szeretettel (1. magyar szinkron)                | Tatjana Romanova                       | Daniela Bianchi          | 1997        |
| 1963 | Nyári vakáció                                                                  | Barbara                                | Lauri Peters             | 1980        |
| 1963 | Robbantsunk bankot! (2. magyar szinkron)                                       | Elaine Garnier                         | Yvonne Clech             | 2006        |
| 1963 | Törvényen kívüli házasok                                                       | Margherita                             | Annie Girardot           | 1995        |
| 1963 | Úton hazafelé                                                                  | Nancy Hunter                           | Sandra Scott             | 2018        |
| 1964 | A macskák                                                                      | Melinda                                | Jane Fonda               | 1982        |
| 1964 | A Római Birodalom bukása                                                       | Lucilla                                | Sophia Loren             | 1988        |
| 1964 | Egy férjes asszony                                                             | Charlotte                              | Macha Méril              | 1983        |
| 1964 | Gyilkosok                                                                      | Sheila Farr                            | Angie Dickinson          | 1996        |
| 1964 | Hurrá, nyaralunk! (2. magyar szinkron)                                         | N/A                                    | N/A                      | 1988        |
| 1964 | Körbe-körbe (1. magyar szinkron)                                               | Fifi                                   | Francine Bergé           | 1981        |
| 1964 | Limonádé Joe, avagy Koldusopera                                                | Winnifred                              | Olga Schoberová          | 1978        |
| 1964 | Térden állva jövök hozzád (2. magyar szinkron)                                 | N/A                                    | N/A                      | 2006        |
| 1965 | A boldog Leopold                                                               | Josette                                | Suzanne Valéry           | 1982        |
| 1965 | A muzsika hangja                                                               | Mária                                  | Julie Andrews            | 1989        |
| 1965 | Boeing, Boeing! (1. magyar szinkron)                                           | Vicky Hawkins                          | Suzanna Leigh            | 1983        |
| 1965 | Doktor Zsivágó                                                                 | Lara Antipova                          | Julie Christie           | 1994        |
| 1965 | Folytassa, ha már otthagyta!                                                   | Mildred Gamely                         | Joan Sims                | 2012        |
| 1965 | Hadúr (1. magyar szinkron)                                                     | ?                                      | ?                        | 1981        |
| 1965 | Különös szívesség                                                              | Mickey, a telefonközpontos             | Nita Talbot              | 1978        |
| 1965 | Mi újság, cicamica? (1. magyar szinkron)                                       | Liz Bien                               | Paula Prentiss           | 1985        |
| 1966 | A Quiller jelentés (2. magyar szinkron)                                        | Inge Lindt                             | Senta Berger             | 1999        |
| 1966 | Célpontban                                                                     | Mrs. Sampson                           | Lauren Bacall            | 2008        |
| 1966 | Egy kis kiruccanás                                                             | Juliette                               | Marie Dubois             | 1986        |
| 1966 | El a kezekkel a feleségemtől!                                                  | Julietta „Julie” Ferris                | Virna Lisi               | 1986        |
| 1966 | Én, én, én és a többiek (2. magyar szinkron)                                   | Silvia                                 | Silvana Mangano          | 1995        |
| 1966 | Hárman egy díványon                                                            | N/A                                    | N/A                      | 1981        |
| 1966 | Százszorszépek                                                                 | Mária II.                              | Jitka Cerhová            | 1978        |
| 1966 | Szerencsevadászok (1. magyar szinkron)                                         | Mrs. Maria Grant                       | Claudia Cardinale        | 1983        |
| 1966 | Szívkirály                                                                     | A hercegnő                             | Françoise Christophe     | 2012        |
| 1966 | Zsákutca                                                                       | Teresa                                 | Françoise Dorléac        | 1997        |
| 1967 | A hongkongi grófnő                                                             | Natascha                               | Sophia Loren             | 1995        |
| 1967 | A legboldogabb milliomos (2. magyar szinkron)                                  | Cordelia Drexel Biddle                 | Greer Garson             | 2018        |
| 1967 | A lóképű                                                                       | Suzie Cartwright                       | Susan Bay                | 1982        |
| 1967 | A makrancos hölgy (1. magyar szinkron)                                         | Katalin                                | Elizabeth Taylor         | 1981        |
| 1967 | A nap szépe                                                                    | Madame Anais                           | Geneviève Page           | 1994        |
| 1967 | Doktor Dolittle                                                                | Emma Fairfax                           | Samantha Eggar           | 1987        |
| 1967 | Egy hatpennys fele                                                             | Helen                                  | Penelope Horner          | 1988        |
| 1967 | Közöny                                                                         | Marie Cardona                          | Anna Karina              | 1983        |
| 1967 | Nyugodjanak békében                                                            | Princy                                 | Barbara Frey             | 1981        |
| 1967 | Távol a tébolyult tömegtől                                                     | Bathsheba                              | Julie Christie           | 1996        |
| 1968 | A pókerkirály                                                                  | Lily Langford                          | Inger Stevens            | 2000        |
| 1968 | Az Angyal vérbosszúja (2. magyar szinkron)                                     | Gina Destamio                          | Rosemary Dexter          | 1978        |
| 1968 | Charly – Virágot Algernonnak (1. magyar szinkron)                              | Alice Kinian                           | Claire Bloom             | 1976        |
| 1968 | Különleges történetek (1. magyar szinkron)                                     | Frederique de Metzengerstein grófnő    | Jane Fonda               | 1994        |
| 1968 | Pasas a tönk szélén                                                            | Nathalie Villar                        | Dany Carrel              | 1982        |
| 1968 | Szégyen                                                                        | Eva Rosenberg                          | Liv Ullmann              | 2004        |
| 1968 | Tarzan és a dzsungel fia (1. magyar szinkron)                                  | Myrna Claudel                          | Aliza Gur                | 1983        |
| 1969 | A vidéki ház                                                                   | Lorette Boiselier                      | Danielle Darrieux        | 1999        |
| 1969 | Azok a csodálatos férfiak                                                      | Betty                                  | Susan Hampshire          | 2000        |
| 1969 | Az azték pap átka                                                              | Delphine                               | Geneviève Page           | 2001        |
| 1969 | Az Olsen-banda 02.: Az Olsen-banda pácban                                      | Bodil Hansen kisasszony                | Ghita Nørby              | 1997        |
| 1969 | Bérgyilkossági hivatal                                                         | Eleanora Spado                         | Annabella Incontrera     | 1999        |
| 1969 | Bruno, a vasárnapi gyerek                                                      | N/A                                    | N/A                      | 1980        |
| 1969 | Butch Cassidy és a Sundance kölyök (1. magyar szinkron)                        | Agnes                                  | Cloris Leachman          | 1986        |
| 1969 | Folytassa a kempingezést! (2. magyar szinkron)                                 | Joan Fussey                            | Joan Sims                | 1996        |
| 1969 | Frank Mannata igaz története                                                   | Lucia Barrett                          | Margaret Lee             | 1986        |
| 1969 | Halál a Rubin hegyen (2. magyar szinkron)                                      | Dr. Elizabeth Arnold                   | Susan Clark              | 1999        |
| 1969 | Hurrá, van seriffünk! (1. magyar szinkron)                                     | Prudy Perkins                          | Joan Hackett             | 1984        |
| 1969 | Zsiványok                                                                      | Corrie                                 | Sharon Farrell           | 1985        |
| 1970 | A majmok bolygója 2.                                                           | Nova                                   | Linda Harrison           | 1993        |
| 1970 | A megalkuvó (1. magyar szinkron)                                               | Giulia                                 | Stefania Sandrelli       | 1982        |
| 1970 | A szórakozott                                                                  | Lisa Gastier                           | Marie-Christine Barrault | 1983        |
| 1970 | A vállalat embere                                                              | N/A                                    | N/A                      | 1979        |
| 1970 | Airport (1. magyar szinkron)                                                   | Tanya Livingston                       | Jean Seberg              | 1985        |
| 1970 | Darling Lili (2. magyar szinkron)                                              | Lili Smith                             | Julie Andrews            | 1999        |
| 1970 | Eper és vér                                                                    | Linda                                  | Kim Darby                | 1980        |
| 1970 | Hasis (1. magyar szinkron)                                                     | Louise                                 | Daniele Ajoret           | 1991        |
| 1970 | Julius Caesar                                                                  | Calpurnia                              | Jill Bennett             | 1995        |
| 1970 | Kis nagy ember (3. magyar szinkron)                                            | Mrs. Louise Pendrake                   | Faye Dunaway             | 1998        |
| 1970 | Lány a levesemben (1. magyar szinkron)                                         | Marion                                 | Goldie Hawn              | 1983        |
| 1970 | MASH                                                                           | Margaret „Égő Ajak” O’Houlihan őrnagy  | Sally Kellerman          | 1995        |
| 1970 | Mondd, hogy szeretsz, Junie Moon!                                              | Miss Farber                            | Anne Revere              | 2015        |
| 1970 | Monte Walsh: Az utolsó cowboy                                                  | Martine Bernard                        | Jeanne Moreau            | 2003        |
| 1970 | Rio Lobo                                                                       | Shasta Delaney                         | Jennifer O’Neill         | 1985        |
| 1970 | Szamárbőr                                                                      | A tündér                               | Delphine Seyrig          | 1998        |
| 1970 | Szerelmesek és más idegenek                                                    | Susan Henderson                        | Bonnie Bedelia           | 1982        |
| 1970 | Twinky                                                                         | Twinky                                 | Susan George             | 1981        |
| 1971 | A pap felesége (2. magyar szinkron)                                            | Valeria Billi                          | Sophia Loren             | 1997        |
| 1971 | A víz alatti város (1. magyar szinkron)                                        | Lia Holmes                             | Rosemary Forsyth         | 1990        |
| 1971 | A zöldségkereskedő                                                             | N/A                                    | N/A                      | 1994        |
| 1971 | Csakazértis nagypapa (2. magyar szinkron)                                      | Wilma Kotcher                          | Felicia Farr             | 1996        |
| 1971 | Egy lány Chicagóban                                                            | T. R. Baskin                           | Candice Bergen           | 1981        |
| 1971 | Egy válás meglepetései                                                         | Charlotte                              | Marlène Jobert           | 1986        |
| 1971 | Ha nekem puskám lenne                                                          | N/A                                    | N/A                      | 1972        |
| 1971 | Hirtelen egyedül                                                               | Jackie                                 | Margot Kidder            | 1983        |
| 1971 | Lépj olajra!                                                                   | Lorene                                 | Marlène Jobert           | 1979        |
| 1971 | Mária, a skótok királynője (4. magyar szinkron)                                | I. Erzsébet királynő                   | Glenda Jackson           | 2010        |
| 1971 | Minden lében két kanál – 1. rész: Nyitány (2. magyar szinkron)                 | Maria                                  | Imogen Hassall           | 1984        |
| 1971 | Minden lében két kanál – 11. rész: Az események láncolata (2. magyar szinkron) | Emily Major                            | Suzanna Leigh            | 1997        |
| 1971 | Ördögök                                                                        | Jeanne nővér                           | Vanessa Redgrave         | 2010        |
| 1972 | A vadon szava                                                                  | Mercedes                               | Maria Rohm               | 1983        |
| 1972 | Az ötös számú vágóhíd (1. magyar szinkron)                                     | Barbara Pilgrim                        | Holly Near               | 1979        |
| 1972 | Columbo – II/4 rész: Columbo a panoptikumban                                   | Lillian Stanhope                       | Honor Blackman           | 1995        |
| 1972 | Játszd újra, Sam! (2. magyar szinkron)                                         | N/A                                    | N/A                      | 1999        |
| 1972 | Mondj búcsút, Maggie!                                                          | Lisa Downey                            | Michele Nichols          | 1975        |
| 1972 | Napfivér, Holdnővér                                                            | Pica Di Bernardone                     | Valentina Cortese        | 1998        |
| 1972 | Nyári hőségben                                                                 | Lady Margaret                          | Lalla Ward               | 1980        |
| 1972 | Rablás női módra                                                               | Frederique                             | Elisabeth Wiener         | 1980        |
| 1972 | Sokkos kezelés (2. magyar szinkron)                                            | Hélène Masson                          | Annie Girardot           | 2010        |
| 1972 | Végzetes képzelgések                                                           | Cathryn                                | Susannah York            | 2011        |
| 1973 | A delfin napja                                                                 | Maggie Terrell                         | Trish Van Devere         | 1987        |
| 1973 | A don halála                                                                   | Marie                                  | Jo Anne Meredith         | 1996        |
| 1973 | A skarlát betű                                                                 | Hester Prynne                          | Senta Berger             | 1996        |
| 1973 | Az oroszlánszelídítő                                                           | Constance Lechdale                     | Sarah Badel              | 1985        |
| 1973 | Fehér Agyar                                                                    | Evangelina nővér                       | Virna Lisi               | 1996        |
| 1973 | Egy kaland utóélete                                                            | Kate / Hélène                          | Jane Birkin              | 1979        |
| 1973 | Kimenő éjfélig                                                                 | Maggie Paul                            | Marsha Mason             | 1997        |
| 1973 | Kojak – I/14. rész: Droghalál a múzeumban                                      | Cheryl Pope                            | Jess Walton              | 1993        |
| 1973 | Kojak – I/21. rész: Dinamitterápia (2. magyar szinkron)                        | Carla Elliot                           | Jane Elliot              | 1993        |
| 1973 | Ne nézz vissza! (1. magyar szinkron)                                           | Laura Baxter                           | Julie Christie           | 2001        |
| 1973 | Nehéz tizenegy embert találni                                                  | N/A                                    | N/A                      | 1979        |
| 1973 | Paul és Paula                                                                  | Paula                                  | Angelica Domröse         | 1988        |
| 1973 | Szerelmes Blume                                                                | Arlene                                 | Marsha Mason             | 1982        |
| 1973 | Ügynök a kofferben                                                             | Françoise                              | Mireille Darc            | 1992        |
| 1974 | A kicsi kocsi újra száguld (1. magyar szinkron)                                | Nicole Harris                          | Stefanie Powers          | 1984        |
| 1974 | A négyek jele                                                                  | Mary Morstan                           | Gila von Weitershausen   | 1979        |
| 1974 | Aranybánya                                                                     | Terry Steyner                          | Susannah York            | 2002        |
| 1974 | Az én kicsikém                                                                 | Stacy Stoner                           | Judy Carne               | 1991        |
| 1974 | Az ifjú Frankenstein                                                           | Elizabeth                              | Madeline Kahn            | 1994        |
| 1974 | Effi Briest                                                                    | Effi Briest                            | Hanna Schygulla          | 1994        |
| 1974 | Egy idegen, aki hasonlít hozzám                                                | Joanne Denver                          | Meredith Baxter          | 1977        |
| 1974 | Gustav Mahler utolsó napjai                                                    | Alma Mahler                            | Georgina Hale            | 1980        |
| 1974 | Késői találkozás (2. magyar szinkron)                                          | Anna Jesson                            | Sophia Loren             | 1999        |
| 1974 | Kínai negyed                                                                   | Sophie, Gittes titkárnője              | Nandu Hinds              | 1979        |
| 1974 | Lotte Weimarban                                                                | N/A                                    | N/A                      | 1979        |
| 1974 | Puha ágyak, kemény csaták                                                      | Louise                                 | Rula Lenska              | 1983        |
| 1974 | Sugarlandi hajtóvadászat (1. magyar szinkron)                                  | Lou Jean Poplin                        | Goldie Hawn              | 1996        |
| 1974 | Szenzáció! (1. magyar szinkron)                                                | Peggy Grant                            | Susan Sarandon           | 1980        |
| 1975 | A cigány                                                                       | Ninie                                  | Annie Girardot           | 2005        |
| 1975 | A szél és az oroszlán                                                          | Eden Pedecaris                         | Candice Bergen           | 2007        |
| 1975 | Az ápolónő (2. magyar szinkron)                                                | Anna                                   | Ursula Andress           | 2005        |
| 1975 | Csak a szerelem számít (1. magyar szinkron)                                    | Nadine Chevalier                       | Romy Schneider           | 1993        |
| 1975 | Éjfélkor indul útjára a gyönyör (2. magyar szinkron)                           | Gabriella Sansoni                      | Claudia Cardinale        | 1990        |
| 1975 | Ellopták a dinoszauruszt (3. magyar szinkron)                                  | Emily                                  | Joan Sims                | 2008        |
| 1975 | Fanny és Annie                                                                 | Annie Nixon                            | Shirley Steedman         | 1978        |
| 1975 | Folytassa az ásatást! (magyar hangalámondás)                                   | Anna Vooshka professzornő              | Elke Sommer              | 1990        |
| 1975 | Folytassa az ásatást! (magyar hangalámondás)                                   | Sylvia Ramsden                         | Liz Fraser               | 1990        |
| 1975 | Folytassa az ásatást! (magyar hangalámondás)                                   | Linda Upmore                           | Patsy Rowlands           | 1990        |
| 1975 | Folytassa az ásatást! (magyar hangalámondás)                                   | Norma Baxter                           | Adrienne Posta           | 1990        |
| 1975 | Folytassa az ásatást! (magyar hangalámondás)                                   | Sandra                                 | Carol Hawkins            | 1990        |
| 1975 | Jenny Treibel asszony                                                          | Luise                                  | Ursula Werner            | 1978        |
| 1975 | Kinevezlek unokámnak                                                           | Jevdokija Melnikova                    | Irina Grisina            | 1977        |
| 1975 | Mese a katonáról és a kígyóról                                                 | ?                                      | Elke Franke              | 1978        |
| 1975 | Pantaleón és a hölgyvendégek                                                   | Brazilka                               | Camucha Negrete          | 1979        |
| 1975 | Sheila meghalt, és New Yorkban él                                              | Kate                                   | Rebecca Dianna Smith     | 1981        |
| 1975 | Téves mozdulat                                                                 | Mignon                                 | Nastassja Kinski         | 1996        |
| 1976 | A borzalom 21 órája (1. magyar szinkron)                                       | Anneliese Graes                        | Shirley Knight           | 1994        |
| 1976 | A fekete kalóz (1. magyar szinkron)                                            | Van Gold hercegnő                      | Carole André             | 1990        |
| 1976 | A szerelem és a királynő                                                       | Jane                                   | Renate Blume             | 1978        |
| 1976 | A szicíliai kereszt                                                            | N/A                                    | N/A                      | 1989        |
| 1976 | Akiket a forró szenvedély hevít                                                | Házaspár női tagja                     | N/A                      | 1978        |
| 1976 | Anyuci, Balfék és Spuri (2. magyar szinkron)                                   | Balfék                                 | Raquel Welch             | 1997        |
| 1976 | Az inspektor küldetése                                                         | Regina                                 | Irina Ponarovszkaja      | 1978        |
| 1976 | Az úriemberek                                                                  | Grace Harkaway                         | Jan Francis              | 1980        |
| 1976 | Barnhelmi Minna                                                                | Franziska                              | Wega Jahnke              | 1982        |
| 1976 | Boldogító igen… vagy nem?                                                      | N/A                                    | N/A                      | 1988        |
| 1976 | Családi összeesküvés                                                           | Blanche Tyler                          | Barbara Harris           | 1979        |
| 1976 | Elátkozottak utazása (2. magyar szinkron)                                      | Lili Rosen                             | Lee Grant                | 2001        |
| 1976 | Griffin és Phoenix (2. magyar szinkron)                                        | Sarah Phoenix                          | Jill Clayburgh           | 1996        |
| 1976 | Kedves Michele                                                                 | Adriana Vivanti                        | Delphine Seyrig          | 2016        |
| 1976 | Lányok hídja                                                                   | N/A                                    | N/A                      | 1979        |
| 1976 | Maraton életre-halálra                                                         | Elsa Opel                              | Marthe Keller            | 1985        |
| 1976 | Mint a bumeráng                                                                | Muriel                                 | Carla Gravina            | 1993        |
| 1976 | Nina                                                                           | N/A                                    | N/A                      | 1989        |
| 1976 | Nuki majom kalandjai                                                           | Irocska anyja                          | Szvetlana Ketlerova      | 1978        |
| 1976 | Ómen                                                                           | Katherine Thorn                        | Lee Remick               | 1995        |
| 1976 | Robin és Marian                                                                | Lady Marian                            | Audrey Hepburn           | 2008        |
| 1976 | Solness építőmester                                                            | Hilde Wangel                           | Susanne Barth            | 1980        |
| 1976 | Tearózsák                                                                      | Teddy                                  | Ulli Philipp             | 1980        |
| 1976 | Üzembe helyezés 1-3.                                                           | Valja                                  | Irina Baszkakova         | 1982        |
| 1976 | Vörös és fekete                                                                | Elise                                  | Tatyjana Parkina         | 1979        |
| 1977 | A bölcsesség elnyerése                                                         | Laura Tweedle Rambotham                | Susannah Fowle           | 1988        |
| 1977 | A férfi, aki szerette a nőket (2. magyar szinkron)                             | Delphine Grezel                        | Nelly Borgeaud           | 1986        |
| 1977 | A kertész kutyája                                                              | Diana                                  | Margarita Terehova       | 1979        |
| 1977 | A repülő madár árnyéka                                                         | Jana                                   | Eva Sitteová             | 1978        |
| 1977 | A teszt                                                                        | Inari                                  | Evelyn Palek             | 1982        |
| 1977 | A vasálarcos                                                                   | Louise de la Vallière                  | Jenny Agutter            | 1979        |
| 1977 | Annie Hall                                                                     | Tony Lacey barátnője                   | Lauri Bird               | 1980        |
| 1977 | Az állat (2. magyar szinkron)                                                  | Jane Gardner                           | Raquel Welch             | 1999        |
| 1977 | Az ész bajjal jár                                                              | N/A                                    | N/A                      | 1986        |
| 1977 | Bobby Deerfield                                                                | Lillian Morelli                        | Marthe Keller            | 1986        |
| 1977 | Bogár                                                                          | Bogár                                  | Teuntje de Klerk         | 1982        |
| 1977 | Columbo – VII/4 rész: Gyilkosság telefonhívásra (1. magyar szinkron)           | Joanne Nicholls                        | Kim Cattrall             | 1981        |
| 1977 | Csoportkép hölggyel                                                            | Leni Gruyten                           | Romy Schneider           | 2000        |
| 1977 | Egy másik férfi, egy másik nő (1. magyar szinkron)                             | Jeanne Leroy                           | Geneviève Bujold         | 1980        |
| 1977 | Elveszett lélek                                                                | Sofia Stolz                            | Catherine Deneuve        | 1996        |
| 1977 | Fehér bölény                                                                   | Mrs. Poker Jenny Schermerhorn          | Kim Novak                | 2001        |
| 1977 | Földi űrutazás (2. magyar szinkron)                                            | Kay Brubaker                           | Brenda Vaccaro           | 1986        |
| 1977 | Glória                                                                         | N/A                                    | N/A                      | 1978        |
| 1977 | Halálkanyar                                                                    | Susan                                  | Denise DuBarry           | 1980        |
| 1977 | Hogyan filmezik Rozmaringot?                                                   | Drahuska                               | Dagmar Havlová           | 1979        |
| 1977 | Hogyan filmezik Rozmaringot?                                                   | cím felolvasása                        | –                        | 1979        |
| 1977 | Játék az almáért                                                               | Anna Símová                            | Dagmar Bláhová           | 1977        |
| 1977 | Kadkinról mindenki tud                                                         | Szása anyja                            | Elena Fetisenko          | 1978        |
| 1977 | Lila taxi                                                                      | Anne Taubelman                         | Agostina Belli           | 1982        |
| 1977 | Olyan szívesen férjhez mennék                                                  | Eva                                    | Lenka Kořínková          | 1981        |
| 1977 | Sosem lehet tudni                                                              | Dolly Clandon                          | Kate Nicholls            | 1981        |
| 1977 | Szerelmi vallomás                                                              | Zina                                   | Ewa Szykulska            | 1980        |
| 1977 | Szeresd, vagy hagyd el                                                         | N/A                                    | N/A                      | 1978        |
| 1978 | …és megint dühbe jövünk                                                        | Nynfusék szőke barátnője               | Kim McKay                | 1986        |
| 1978 | A farmer lányai                                                                | Queenie                                | Debra Feuer              | 1981        |
| 1978 | A Medúza pillantása (2. magyar szinkron)                                       | Zonfeld doktor                         | Lee Remick               | 1999        |
| 1978 | A Rajna kincse                                                                 | Elisabeth Drossbach                    | Elke Haltaufderheide     | 1996        |
| 1978 | A tenger meggyilkolása                                                         | Irène                                  | Catherine Laborde        | 1980        |
| 1978 | Achilles-sarok                                                                 | N/A                                    | N/A                      | 1982        |
| 1978 | Az autóstoppos                                                                 | N/A                                    | N/A                      | 1980        |
| 1978 | Bohókás nyomozás                                                               | Marlene DuChard                        | Louise Fletcher          | 2002        |
| 1978 | Én is, te is, tigris                                                           | N/A                                    | N/A                      | 2010        |
| 1978 | Esküvő                                                                         | N/A                                    | N/A                      | 2004        |
| 1978 | Félénk vagyok, de hódítani akarok                                              | Agnes Jensen                           | Mimi Coutelier           | 1979        |
| 1978 | Ha eljő a lovas (1. magyar szinkron)                                           | Ella Connors                           | Jane Fonda               | 2000        |
| 1978 | Háromkirályok ajándéka                                                         | Beth Atherton                          | Marie Osmond             | 1982        |
| 1978 | Hogyan csináljunk svájcit?                                                     | Milena Vakulic, táncosnő               | Beatrice Kessler         | 1982        |
| 1978 | Kóma                                                                           | Dr. Susan Wheeler                      | Geneviève Bujold         | 1981        |
| 1978 | Lavina                                                                         | Caroline Brace                         | Mia Farrow               | 1980        |
| 1978 | Luxusbordély Párizsban                                                         | Prostituált #1                         | N/A                      | 1980        |
| 1978 | Muppet Show – III/11. rész: Raquel Welch (1. magyar szinkron)                  | Raquel Welch                           | Raquel Welch             | 1982        |
| 1978 | Névtelen csillag                                                               | N/A                                    | N/A                      | 1981        |
| 1978 | Óvakodj a törpétől (első-két magyar szinkron)                                  | Gloria Mundy                           | Goldie Hawn              | 1981        |
| 1978 | Óvakodj a törpétől (első-két magyar szinkron)                                  | Gloria Mundy                           | Goldie Hawn              | 1987        |
| 1978 | Rajzás                                                                         | Helena Anderson százados               | Katharine Ross           | 1998        |
| 1978 | Severino                                                                       | Maruja                                 | Violeta Andrei           | 1979        |
| 1978 | Szegény zsebtolvaj                                                             | N/A                                    | N/A                      | 1983        |
| 1978 | Véres föld (2. magyar szinkron)                                                | Titina Paterno                         | Sophia Loren             | 2007        |
| 1979 | A balhés fickó (hangalámondás)                                                 | N/A                                    | N/A                      | 1991        |
| 1979 | A balhés fickó (hangalámondás)                                                 | cím és stáblista felolvasása           | –                        | 1991        |
| 1979 | A rettegés háza (1. magyar szinkron)                                           | Kathy Lutz                             | Margot Kidder            | 1993        |
| 1979 | A vízszerelő                                                                   | Jill Cowper                            | Judy Morris              | 2007        |
| 1979 | A wilkói kisasszonyok                                                          | N/A                                    | N/A                      | 1980        |
| 1979 | Alpensaga – 3. rész: A nagy ünnepség                                           | Kathi Huber                            | Burgi Mattuschka         | 1982        |
| 1979 | Az anyakönyvvezető nem válik                                                   | Natasa                                 | Szvetlana Petroszjanc    | 1981        |
| 1979 | Az éneklő kutya                                                                | Villa Kennan                           | Ileana Popovici          | 1981        |
| 1979 | Az ötödik muskétás                                                             | Louise de la Vallière                  | Ursula Andress           | 1993        |
| 1979 | Butch és Sundance: a korai idők                                                | N/A                                    | N/A                      | 1986        |
| 1979 | Drakula                                                                        | Lucy Seward                            | Kate Nelligan            | 1994        |
| 1979 | Dupla McGuffin (1. magyar szinkron)                                            | Madame Kura                            | Elke Sommer              | 1991        |
| 1979 | Egy elvált férfi ballépései (2. magyar szinkron)                               | Marilyn Holmberg                       | Jill Clayburgh           | 1999        |
| 1979 | Hair (2. magyar szinkron)                                                      | Sheila anyja                           | Fern Tailer              | 2007        |
| 1979 | Halálos véletlen                                                               | N/A                                    | N/A                      | 1981        |
| 1979 | Hét januári nap                                                                | N/A                                    | N/A                      | 1981        |
| 1979 | Joni                                                                           | Joni                                   | Joni Eareckson Tada      | 1991        |
| 1979 | Kramer kontra Kramer (2. magyar szinkron)                                      | Margaret Phelps                        | Jane Alexander           | 1989        |
| 1979 | Kvintett                                                                       | Deuca                                  | Nina Van Pallandt        | 2004        |
| 1979 | Languszta reggelire                                                            | Monique Dubois                         | Janet Agren              | 1980        |
| 1979 | Mindhalálig zene                                                               | Audrey Paris                           | Leland Palmer            | 2007        |
| 1979 | Őszi maraton                                                                   | Alla, Andrej szeretője                 | Marina Nyejolova         | 1980        |
| 1979 | S.O.S. Titanic                                                                 | N/A                                    | N/A                      | 1998        |
| 1979 | Solo Sunny                                                                     | Sunny                                  | Renate Krössner          | 1981        |
| 1979 | Vágta                                                                          | Natasa, Uvarov lánya                   | Jelena Proklova          | 1981        |
| 1979 | Willa                                                                          | Willa Barnes                           | Deborah Raffin           | 1983        |
| 1980 | A fajdkakas                                                                    | Mariette                               | Dorothée Jemma           | 1985        |
| 1980 | A faláda és a kísértet                                                         | N/A                                    | N/A                      | 1983        |
| 1980 | A hármas számú űrbázis                                                         | Alex                                   | Farrah Fawcett           | 1987        |
| 1980 | A kobra napja                                                                  | Brenda                                 | Sybil Danning            | 1982        |
| 1980 | A kristálytükör meghasadt (1. magyar szinkron)                                 | Heather Babcock                        | Maureen Bennett          | 1985        |
| 1980 | A lator                                                                        | Deborah                                | Edwige Fenech            | 1982        |
| 1980 | A legnagyobb ember a világon                                                   | N/A                                    | N/A                      | 1983        |
| 1980 | A makrancos hölgy                                                              | Bianca                                 | Susan Penhaligon         | 1984        |
| 1980 | Airplane!                                                                      | Elaine                                 | Julie Hagerty            | 1987        |
| 1980 | Apollinaire                                                                    | Thérèse                                | Nicole Vassel            | 1986        |
| 1980 | Az elcserélt gyermek                                                           | Claire Norman                          | Trish Van Devere         | 2005        |
| 1980 | Az elefántember (2. magyar szinkron)                                           | Mrs. Anne Treves                       | Hannah Gordon            | 2005        |
| 1980 | Az utolsó metró                                                                | Nadine Marsac                          | Sabine Haudepin          | 1982        |
| 1980 | Bronco Billy (1. magyar szinkron)                                              | Antoinette Lilly                       | Sondra Locke             | 1982        |
| 1980 | Ép test, ép lélek                                                              | Isabella Garnell                       | Glenda Jackson           | 2004        |
| 1980 | Flash Gordon (2. magyar szinkron)                                              | Aura hercegnő                          | Ornella Muti             | 1998        |
| 1980 | Főúr, tűnés (1. magyar szinkron)                                               | Libuse Douchová, eladónő               | Zuzana Fiserová          | 1982        |
| 1980 | Hálószoba komédia                                                              | Susannah                               | Maria Aitken             | 1985        |
| 1980 | Három fölösleges férfi                                                         | Béa                                    | Dalila Di Lazzaro        | 1990        |
| 1980 | Hátborzongató                                                                  | Jane Baker                             | Bernice Stegers          | 1991        |
| 1980 | Hátborzongató                                                                  | cím, stáblista és szövegek felolvasása | –                        | 1991        |
| 1980 | Oblomov néhány napja                                                           | Olga                                   | Jelena Szolovej          | 1983        |
| 1980 | Pepi, Luci, Bom és más lányok a tömegből                                       | Luci                                   | Eva Siva                 | 1999        |
| 1980 | Rajtam a sor                                                                   | Kate Gunzinger                         | Jill Clayburgh           | 1999        |
| 1980 | Sörgyári capriccio                                                             | Mariska                                | Magda Vášáryová          | 1981        |
| 1980 | Szabadlábon Velencében                                                         | Gina                                   | Carla Romanelli          | 1981        |
| 1980 | Vadak és szabadok (1. magyar szinkron)                                         | Linda                                  | Linda Gray               | 1983        |
| 1980 | Zálogocska                                                                     | Amanda                                 | Julie Andrews            | 1996        |
| 1981 | …Kinek a bírónő                                                                | Ruth Loomis bírónő                     | Jill Clayburgh           | 2005        |
| 1981 | A jó katona                                                                    | Florence Dowell                        | Vickery Turner           | 1984        |
| 1981 | A koronatanú 1-3.                                                              | Illa                                   | Stefania Casini          | 1987        |
| 1981 | A száztizenegyes                                                               | Olga Komarowska / Vera Komarowska      | Izabela Trojanowska      | 1981        |
| 1981 | A válás                                                                        | Milka                                  | Katica Želi              | 1984        |
| 1981 | Ágyúgolyó futam (1. magyar szinkron)                                           | Pamela Glover                          | Farrah Fawcett           | 1985        |
| 1981 | Callie és fia                                                                  | ?                                      | ?                        | 2007        |
| 1981 | Cupido nyilai                                                                  | Ros Bedwell                            | Leslie Ash               | 1985        |
| 1981 | Egy ember fia                                                                  | Zosa                                   | Zdena Studenková         | 1984        |
| 1981 | Életünket és vérünket                                                          | Maria Theresia                         | Elisabeth Augustin       | 1986        |
| 1981 | És mindenki nevetett                                                           | Angela Niotes                          | Audrey Hepburn           | 1999        |
| 1981 | Excalibur (1. magyar szinkron)                                                 | Igrayne                                | Katrine Boorman          | 1983        |
| 1981 | Georgia barátai                                                                | Georgia                                | Jodi Thelen              | 1983        |
| 1981 | Jó szomszédok                                                                  | Enid Keese                             | Kathryn Walker           | 2000        |
| 1981 | Mégis kinek az élete?                                                          | Pat                                    | Janet Eilber             | 1990        |
| 1981 | Segítség, felszarvaztak! (magyar szinkron)                                     | Celeste La Gastra                      | Barbara Bouchet          | 1984        |
| 1981 | Szerelem az éjszakában (2. magyar szinkron)                                    | Cheryl Gibbons                         | Barbra Streisand         | 2008        |
| 1981 | Szomszéd szeretők                                                              | Arlette Coudray                        | Michèle Baumgartner      | 1983        |
| 1981 | Szörnyeteg klub                                                                | Angela                                 | Barbara Kellerman        | 1990        |
| 1981 | Tanúkihallgatás                                                                | Ildi                                   | Kelemen Éva              | 1981        |
| 1981 | Zöld halál (1. magyar szinkron)                                                | Holbrook                               | Anne Archer              | 1986        |
| 1982 | A katona hazatér                                                               | ?                                      | ?                        | 2008        |
| 1982 | A vörös jel                                                                    | Claire Trent                           | Joanna David             | 1984        |
| 1982 | Amerikai szobalány (2. magyar szinkron)                                        | Catherine Abel                         | Susan Clark              | 2001        |
| 1982 | Annie (első-két magyar szinkron)                                               | Grace Farrell                          | Ann Reinking             | 1992        |
| 1982 | Annie (első-két magyar szinkron)                                               | Grace Farrell                          | Ann Reinking             | 2003        |
| 1982 | Eljegyzés előtt                                                                | Bärbel                                 | Claudia Wenzel           | 1984        |
| 1982 | Fanny és Alexander                                                             | Emilie Ekdahl                          | Ewa Fröling              | 1989        |
| 1982 | Gyilkos optika                                                                 | Mrs. Ford                              | Rosalind Cash            | 1986        |
| 1982 | Házasodjunk, vagy tán mégse? (1. magyar szinkron)                              | Paula McCullen                         | Goldie Hawn              | 1991        |
| 1982 | Hol vannak a gyerekeim?                                                        | Elaine                                 | Kate Capshaw             | 1985        |
| 1982 | Hőség és homok                                                                 | Anne                                   | Julie Christie           | 1994        |
| 1982 | Mondj igent Giorgionak!                                                        | Pamela Taylor                          | Kathryn Harrold          | 1995        |
| 1982 | Nem örökkön, nem örökké                                                        | N/A                                    | N/A                      | 1988        |
| 1982 | Nyílt szív                                                                     | Ljuba                                  | Marina Sztarih           | 1986        |
| 1982 | Szárnyas fejvadász (3. magyar szinkron)                                        | Zhora                                  | Joanna Cassidy           | 1995        |
| 1982 | Váratlan vendég 1-3.                                                           | Sheila Birling                         | Sarah Berger             | 1984        |
| 1983 | A besúgó                                                                       | Sylvia                                 | Pascale Rocard           | 1991        |
| 1983 | A férfi, aki szerette a nőket (első-két magyar szinkron)                       | Marianna                               | Julie Andrews            | 2001        |
| 1983 | A férfi, aki szerette a nőket (első-két magyar szinkron)                       | Marianna                               | Julie Andrews            | 2007        |
| 1983 | A férfikaland elmarad (1. magyar szinkron)                                     | Katerina Horáková                      | Jana Šulcová             | 1984        |
| 1983 | A gonosz lady (2. magyar szinkron)                                             | Lady Barbara Skelton                   | Faye Dunaway             | 1999        |
| 1983 | A kék ruha                                                                     | Dorothea                               | Felicity Dean            | 1985        |
| 1983 | A legyőzhetetlen                                                               | N/A                                    | N/A                      | 1989        |
| 1983 | Becéző szavak                                                                  | Emma Greenway Horton                   | Debra Winger             | 1987        |
| 1983 | Dorian Gray bűnei                                                              | Angela Vane                            | Caroline Yeager          | 1997        |
| 1983 | Hell és a nők                                                                  | May                                    | Yolande Folliot          | 1985        |
| 1983 | Herkules (1. magyar szinkron)                                                  | Athéna                                 | Delia Boccardo           | 1990        |
| 1983 | Homburg hercege                                                                | Natalia                                | Monica Guerritore        | 1988        |
| 1983 | Kockázatos üzlet (2. magyar szinkron)                                          | Joel anyja                             | Janet Carroll            | 1996        |
| 1983 | Lear király                                                                    | Regan                                  | Diana Rigg               | 2007        |
| 1983 | Szahara (1. magyar szinkron)                                                   | Dale                                   | Brooke Shields           | 1989        |
| 1983 | Testek csábítása                                                               | Eva                                    | Gudrun Landgrebe         | 1988        |
| 1983 | Tűzvonalban (1. magyar szinkron)                                               | Doktornő                               | Monica Miguel            | 1986        |
| 1983 | Yentl (1. magyar szinkron)                                                     | Yentl                                  | Barbra Streisand         | 1998        |
| 1984 | A fekete elefántcsonttorony                                                    | Diana                                  | Greta Scacchi            | 1990        |
| 1984 | A flamingókölyök (1. magyar szinkron)                                          | N/A                                    | N/A                      | 1996        |
| 1984 | A vágy villamosa                                                               | Blanche DuBois                         | Ann-Margret              | 1996        |
| 1984 | Aláírás: Charlotte                                                             | Charlotte                              | Isabelle Huppert         | 1986        |
| 1984 | Amadeus (2. magyar szinkron)                                                   | Katerina Cavalieri                     | Christine Ebersole       | 2002        |
| 1984 | Beverly Hills-i zsaru (első-két magyar szinkron)                               | Jeannette „Jenny” Summers              | Lisa Eilbacher           | 1987        |
| 1984 | Beverly Hills-i zsaru (első-két magyar szinkron)                               | Jeannette „Jenny” Summers              | Lisa Eilbacher           | 1999        |
| 1984 | Broadway Danny Rose                                                            | Tina Vitale                            | Mia Farrow               | 1986        |
| 1984 | Dűne                                                                           | Ramallo Tisztelendő Anya               | Silvana Mangano          | 2001        |
| 1984 | Édes gondok                                                                    | Jolana Miklosová                       | Renata Masková           | 1986        |
| 1984 | Egy céltudatos asszony 1-3.                                                    | Emma Harte fiatalon                    | Jenny Seagrove           | 1991        |
| 1984 | Hivatása rabja                                                                 | Margit                                 | Regina Beyer             | 1986        |
| 1984 | Jégbefagyott ember                                                             | Dr. Diane Brady                        | Lindsay Crouse           | 1996        |
| 1984 | Kinn a tengeren                                                                | Marianne Bohnke                        | Jenny Gröllmann          | 1988        |
| 1984 | Mária szerelmei                                                                | Maria Bosic                            | Nastassja Kinski         | 1986        |
| 1984 | Mindenem a tiéd (hangalámondás)                                                | Terry Hoskins                          | Victoria Tennant         | 1991        |
| 1984 | Mindenem a tiéd (hangalámondás)                                                | Peggy Schuyler                         | Madolyn Smith Osborne    | 1991        |
| 1984 | Mindenem a tiéd (hangalámondás)                                                | További szereplők                      | N/A                      | 1991        |
| 1984 | Mondj igazat!                                                                  | Mária                                  | Nicoline Kunz            | 1988        |
| 1984 | Ó, te szerelmem!                                                               | Norma                                  | Martina Wilke            | 1986        |
| 1984 | Periklész                                                                      | Marina                                 | Amanda Redman            | 1988        |
| 1984 | Sortűz egy fekete bivalyért                                                    | Fodóné                                 | Fanny Cottençon          | 1984        |
| 1984 | Swann szerelme                                                                 | Odette de Crecy                        | Ornella Muti             | 1985        |
| 1984 | Szenvedély végszóra                                                            | Dale                                   | Clio Goldsmith           | 1985        |
| 1984 | Tüzes nők                                                                      | Magdalena                              | Dagmar Havlová           | 1986        |
| 1984 | Utazó koporsó                                                                  | Standish Logan                         | Beverly D’Angelo         | 1997        |
| 1984 | Veszélyes szerető                                                              | Elaine                                 | Cybill Shepherd          | 1987        |
| 1985 | A tánckar                                                                      | Cassie                                 | Alyson Reed              | 2005        |
| 1985 | Az elengedett kéz                                                              | N/A                                    | N/A                      | 1987        |
| 1985 | Az első számú gyanúsított                                                      | Nancy Holder Eldridge                  | Jill Clayburgh           | 2003        |
| 1985 | Bosszúvágy 3. – A terror utcája (1. magyar szinkron)                           | Kathryn Davis                          | Deborah Raffin           | 1989        |
| 1985 | Célpont (2. magyar szinkron)                                                   | Carla                                  | Ilona Grübel             | 1991        |
| 1985 | Csillagos ötös                                                                 | N/A                                    | N/A                      | 1990        |
| 1985 | Egy Playboy nyuszi emlékei                                                     | N/A                                    | N/A                      | 1995        |
| 1985 | Elmenni, visszajönni                                                           | N/A                                    | N/A                      | 1987        |
| 1985 | Gőzben                                                                         | Sarah                                  | Sarah Miles              | 2002        |
| 1985 | Irány Trinidad!                                                                | Susanne                                | Iris Berben              | 1991        |
| 1985 | Isten veled, New York                                                          | Nancy Callaghan                        | Julie Hagerty            | 1992        |
| 1985 | Júdás hadművelet                                                               | N/A                                    | N/A                      | 1988        |
| 1985 | Kairó bíbor rózsája (2. magyar szinkron)                                       | Cecilia                                | Mia Farrow               | 1997        |
| 1985 | Kulcs a Manderley-házhoz, avagy fedőneve Rebecca                               | Elene Fontana                          | Season Hubley            | 1993        |
| 1985 | Légy bátor és erős                                                             | N/A                                    | N/A                      | 1988        |
| 1985 | Lidérces órák                                                                  | Kiki Bridges                           | Linda Fiorentino         | 1987        |
| 1985 | Meghurcolt ártatlanság (3. magyar szinkron)                                    | Rachel Argyle                          | Faye Dunaway             | 1998        |
| 1985 | Montreáli bankrablás (1. magyar szinkron)                                      | Lise                                   | Kim Cattrall             | 1986        |
| 1985 | Szökevényvonat                                                                 | Sara                                   | Rebecca De Mornay        | 1988        |
| 1985 | Tuti dolog                                                                     | Alison Bradbury                        | Daphne Zuniga            | 1988        |
| 1986 | A három amigó (1. magyar szinkron)                                             | Carmen                                 | Patrice Martinez         | 1988        |
| 1986 | A másik                                                                        | Astrid / Marion Scheidt                | Magdalena Ritter         | 1989        |
| 1986 | Babák                                                                          | Hilary Hartwicke                       | Hilary Mason             | 2016        |
| 1986 | Hautut apa és a fia                                                            | Caroline                               | Laure Duthilleul         | 1990        |
| 1986 | Hegylakó (2. magyar szinkron)                                                  | Brenda Wyatt                           | Roxanne Hart             | 2000        |
| 1986 | Mona Lisa (1. magyar szinkron)                                                 | Simone                                 | Cathy Tyson              | 1987        |
| 1986 | Őrizd az álmot! (1. magyar szinkron)                                           | Paula Fairley                          | Jenny Seagrove           | 1992        |
| 1986 | Régi szerelmek                                                                 | Magda lánya                            | Sona MacDonald           | 1988        |
| 1986 | Reméljük lány lesz!                                                            | Lolli                                  | Stefania Sandrelli       | 1988        |
| 1986 | Szerelmem, Max                                                                 | Margaret Jones                         | Charlotte Rampling       | 1995        |
| 1986 | Vörös madár                                                                    | Marian                                 | Birgit Doll              | 1990        |
| 1987 | Amíg lesznek nők…                                                              | Vanessa                                | Fanny Cottençon          | 1996        |
| 1987 | Fedőneve: Táncos                                                               | Annie                                  | Kate Capshaw             | 1993        |
| 1987 | Jancsi és Juliska                                                              | Anya                                   | Emily Richard            | 1999        |
| 1987 | Miért?                                                                         | N/A                                    | N/A                      | 1989        |
| 1987 | Roxanne                                                                        | Roxanne Kowalski                       | Daryl Hannah             | 1990        |
| 1988 | A hal neve: Wanda (1. magyar szinkron)                                         | Wanda Gershwitz                        | Jamie Lee Curtis         | 1989        |
| 1988 | Ikrek                                                                          | Linda Mason                            | Chloe Webb               | 1989        |
| 1989 | Acélmagnóliák                                                                  | M’Lynn Eatenton                        | Sally Field              | 1989        |
| 1989 | Az ég is tévedhet (2. magyar szinkron)                                         | Corinne Jeffries                       | Cybill Shepherd          | 1998        |
| 1989 | Az életművész (2. magyar szinkron)                                             | Alexandra „Alex” Hutton                | Alyson Reed              | 1994        |
| 1989 | Tavaszi vizek                                                                  | Maria                                  | Nastassja Kinski         | 1994        |
| 1989 | Vásott szülők (2. magyar szinkron)                                             | Karen Buckman                          | Mary Steenburgen         | 2010        |
| 1990 | Columbo – IX/4 rész: Nyugodjék békében, Columbo asszony!                       | Vivian Dimitri                         | Helen Shaver             | 1995        |
| 1990 | Palimadár (1. magyar szinkron)                                                 | Marianne Graves                        | Goldie Hawn              | 1990        |
| 1990 | Vissza a jövőbe III. (első-két magyar szinkron)                                | Clara Clayton                          | Mary Steenburgen         | 1990        |
| 1990 | Vissza a jövőbe III. (első-két magyar szinkron)                                | Clara Clayton                          | Mary Steenburgen         | 2002        |
| 1991 | Bugsy (1. magyar szinkron)                                                     | Virginia Hill                          | Annette Bening           | 1993        |
| 1991 | Csin-csin                                                                      | Pamela Piquet                          | Julie Andrews            | 2005        |
| 1991 | Farkangyal                                                                     | Margo Brofman                          | JoBeth Williams          | 1992        |
| 1991 | L.A. Story – Az őrült város (2. magyar szinkron)                               | Sara McDowel                           | Victoria Tennant         | 2005        |
| 1991 | Találkozás Vénusszal                                                           | Karin Anderson                         | Glenn Close              | 1992        |
| 1992 | A szél ellenében                                                               | Sarah Witting                          | Glenn Close              | 2003        |
| 1992 | Állj, vagy lő a mamám!                                                         | Gwen Harper hadnagy                    | JoBeth Williams          | 1992        |
| 1992 | Egy becsületbeli ügy                                                           | Joanne Galloway korvettkapitány        | Demi Moore               | 1992        |
| 1992 | Jöttem, láttam, beköltöztem…                                                   | Gwen Philips                           | Goldie Hawn              | 1993        |
| 1992 | Ki a bűnös? – Az igaz történet                                                 | Johnnie Faye Boudreau                  | Beverly D’Angelo         | 2007        |
| 1992 | Tánc a vizen                                                                   | Anna                                   | Helen Hunt               | 2001        |
| 1992 | Úton hazafelé – Egy hihetetlen utazás                                          | Sassy (hang)                           | Sally Field              | 1993        |
| 1993 | Az ártatlan (1. magyar szinkron)                                               | Maria                                  | Isabella Rossellini      | 1995        |
| 1993 | Félelem nélkül                                                                 | Laura Klein                            | Isabella Rossellini      | 1994        |
| 1993 | Lángra lobbant szerelem                                                        | Vida Foudroyant                        | Debra Winger             | 1995        |
| 1993 | Super Mario fivérek                                                            | Lena                                   | Fiona Shaw               | 2003        |
| 1994 | Át a hegyen                                                                    | Margaret Reed                          | Meredith Baxter          | 1996        |
| 1994 | Columbo – XII/3. rész: Titkos ügyek                                            | Geraldine Ferguson                     | Shera Danese             | 2001        |
| 1994 | Kék ég                                                                         | Carly Marshall                         | Jessica Lange            | 1995        |
| 1994 | Lapzárta                                                                       | Alicia Clark                           | Glenn Close              | 1995        |
| 1994 | Wyatt Earp                                                                     | Bessie Earp                            | JoBeth Williams          | 1995        |
| 1995 | A férfi és a nő boldogságra teremtődött…                                       | Maurane / Catherine                    | Fanny Cottençon          | 2005        |
| 1995 | Felejtsd el Párizst!                                                           | Ellen Andrews Gordon                   | Debra Winger             | 1996        |
| 1995 | III. Richárd (2. magyar szinkron)                                              | Erzsébet királyné                      | Annette Bening           | 2005        |
| 1995 | Jumanji                                                                        | Sarah Whittle                          | Bonnie Hunt              | 1996        |
| 1996 | A függetlenség napja                                                           | Constance Spano                        | Margaret Colin           | 1996        |
| 1996 | A repülés hercege                                                              | N/A                                    | N/A                      | 1997        |
| 1996 | A varázsige: I love you                                                        | Steffi                                 | Goldie Hawn              | 1999        |
| 1996 | Fekete bárány                                                                  | Tracy kormányzó                        | Christine Ebersole       | 1996        |
| 1996 | Hamlet (2. magyar szinkron)                                                    | Gertrúd                                | Julie Christie           | 2008        |
| 1996 | Sárkányszív                                                                    | Aislinn királyné                       | Julie Christie           | 1996        |
| 1997 | Dzsungelből dzsungelbe (1. magyar szinkron)                                    | Dr. Patricia Cromwell                  | JoBeth Williams          | 1997        |
| 1997 | Egyéjszakás kaland                                                             | Karen                                  | Nastassja Kinski         | 1998        |
| 1997 | Fészkes fenevadak                                                              | Willa Weston                           | Jamie Lee Curtis         | 1997        |
| 1997 | Láger az édenkertben                                                           | Adrienne Pargiter                      | Glenn Close              | 1998        |
| 1997 | Lesz ez még így se!                                                            | Carol Connelly                         | Helen Hunt               | 1998        |
| 1997 | Vegasi vakáció                                                                 | Ellen Griswold                         | Beverly D’Angelo         | 1998        |
| 1998 | A vasálarcos                                                                   | Anna királynő                          | Anne Parillaud           | 1998        |
| 1998 | Állati nyomozás                                                                | Mrs. Murphy (hang)                     | Blythe Danner            | 2000        |
| 1998 | Amerikai história X                                                            | Doris Vinyard                          | Beverly D’Angelo         | 1999        |
| 1998 | H20 – Halloween húsz évvel később                                              | Laurie Strode / Keri Tate              | Jamie Lee Curtis         | 1999        |
| 1998 | Merlin (2. magyar szinkron)                                                    | Nimue                                  | Isabella Rossellini      | 2005        |
| 1998 | Nicholas ajándéka                                                              | Maggie Green                           | Jamie Lee Curtis         | 2005        |
| 1998 | Pogánytánc (első-két magyar szinkron)                                          | Maggie Mundy                           | Kathy Burke              | 2001        |
| 1998 | Pogánytánc (első-két magyar szinkron)                                          | Kate Mundy                             | Meryl Streep             | 2010        |
| 1999 | 8 és 1/2 nő                                                                    | Palmira                                | Polly Walker             | 2000        |
| 1999 | A szerelmes levél                                                              | Helen                                  | Kate Capshaw             | 2000        |
| 1999 | Broadway 39. utca                                                              | Margherita Sarfatti                    | Susan Sarandon           | 2002        |
| 1999 | Cuki hagyatéka (2. magyar szinkron)                                            | Camille Dixon                          | Glenn Close              | 2020        |
| 1999 | Halálsoron                                                                     | Jan Edgecomb                           | Bonnie Hunt              | 2000        |
| 1999 | Párosban a városban                                                            | Nancy Clark                            | Goldie Hawn              | 2000        |
| 1999 | Titusz                                                                         | Tamora                                 | Jessica Lange            | 2003        |
| 2000 | A hullámok rabjai                                                              | Katie                                  | Nastassja Kinski         | 2004        |
| 2000 | Dögölj meg, drága Mona!                                                        | Rona                                   | Jamie Lee Curtis         | 2000        |
| 2001 | A Jade Skorpió átka                                                            | Betty Ann Fitzgerald                   | Helen Hunt               | 2003        |
| 2001 | A jégszívű                                                                     | Linda Cross                            | Nastassja Kinski         | 2002        |
| 2001 | Félrelépősdi                                                                   | N/A                                    | N/A                      | 2002        |
| 2002 | Holdfényév                                                                     | Jojo Floss                             | Susan Sarandon           | 2004        |
| 2002 | Roger, a csábítás szakértője                                                   | Joyce                                  | Isabella Rossellini      | 2012        |
| 2003 | A szálloda kedvence                                                            | Dadus                                  | Julie Andrews            | 2004        |
| 2003 | Az utolsó akkord                                                               | Nina Veronica                          | Jessica Lange            | 2006        |
| 2003 | Az utolsó cowboy (2. magyar szinkron)                                          | Martine                                | Isabella Rossellini      | 2009        |
| 2003 | Fegyvertársak                                                                  | Sue Barlow                             | Annette Bening           | 2004        |
| 2003 | Nagy Hal                                                                       | Sandra Bloom (idős)                    | Jessica Lange            | 2004        |
| 2004 | Garfield                                                                       | Arlene (hang)                          | Debra Messing            | 2004        |
| 2004 | Kelekótya karácsony                                                            | Nora Krank                             | Jamie Lee Curtis         | 2005        |
| 2004 | Noel – A szerelem a legnagyobb ajándék                                         | Rose Collins                           | Susan Sarandon           | 2005        |
| 2004 | Saját képére                                                                   | Mathilde                               | Nastassja Kinski         | 2005        |
| 2004 | Star Wars: Az álmok birodalma                                                  | Önmaga                                 | Carrie Fisher            | 2015        |
| 2004 | Trója                                                                          | Thetisz                                | Julie Christie           | 2004        |
| 2005 | A szavak titkos élete                                                          | Inge                                   | Julie Christie           | 2006        |
| 2005 | Félhomály                                                                      | Rachel Carlson                         | Demi Moore               | 2006        |
| 2005 | McBride: Gyilkosság volt, hölgyem (2. magyar szinkron)                         | Victoria Sawyer                        | Linda Gray               | 2014        |
| 2006 | A szabadság útján                                                              | Nola Johns                             | Greta Scacchi            | 2011        |
| 2006 | Bonneville                                                                     | Arvilla                                | Jessica Lange            | 2010        |
| 2007 | Trükkös gyémántrablás                                                          | Laura                                  | Demi Moore               | 2009        |
| 2007 | Váltság-Nobel-díj                                                              | Sarah Michaelson                       | Mary Steenburgen         | 2009        |
| 2008 | Fanboys – Rajongók háborúja                                                    | Doktor                                 | Carrie Fisher            | 2009        |
| 2008 | Gazdátlanul Mexikóban                                                          | Viv                                    | Jamie Lee Curtis         | 2009        |
| 2008 | Két szerető                                                                    | Ruth Kraditor                          | Isabella Rossellini      | 2009        |
| 2008 | Nők                                                                            | Sylvia Fowler                          | Annette Bening           | 2009        |
| 2009 | Reneszánsz szerelem                                                            | Mrs. Banks                             | Ann-Margret              | 2011        |
| 2009 | Ki vagy, doki? – A Mars vizei                                                  | Adelaide Brooke                        | Lindsay Duncan           | 2010        |
| 2009 | Mackómentő akció                                                               | Zelda néni                             | Beverly D’Angelo         | 2011        |
| 2010 | A gyerekek jól vannak                                                          | Nic                                    | Annette Bening           | 2011        |
| 2010 | Alice Csodaországban                                                           | Helen Kingsleigh                       | Lindsay Duncan           | 2010        |
| 2010 | Dr. Halál                                                                      | Janet Good                             | Susan Sarandon           | 2011        |
| 2010 | Hallgass a szívedre!                                                           | Victoria                               | Cybill Shepherd          | 2012        |
| 2010 | Tőzsdecápák 2. – A pénz nem alszik                                             | Sylvia Moore                           | Susan Sarandon           | 2010        |
| 2010 | Ügyféllista                                                                    | Cassie Dale                            | Cybill Shepherd          | 2011        |
| 2011 | Vad évad                                                                       | Edith Preissler                        | JoBeth Williams          | 2012        |
| 2011 | Raszputyin                                                                     | Alekszandra cárné                      | Fanny Ardant             | 2013        |
| 2012 | Fejbenjáró bűn                                                                 | Gertrude                               | Annette Bening           | 2012        |
| 2012 | Pitypangok                                                                     | Madame Trebla                          | Isabella Rossellini      | 2014        |
| 2013 | A szerelem arca                                                                | Nikki Lostrom                          | Annette Bening           | 2016        |
| 2013 | Ellenség                                                                       | Anya                                   | Isabella Rossellini      | 2015        |
| 2013 | Tengerparti Tini Mozi                                                          | Antoinet néni                          | Suzanne Cryer            | 2013        |
| 2014 | Az élet dala                                                                   | Karen                                  | Mary Steenburgen         | 2015        |
| 2014 | Hazárdjáték                                                                    | Roberta                                | Jessica Lange            | 2015        |
| 2014 | Megőrjít a csaj                                                                | Nettie Finkelstein                     | Cybill Shepherd          | 2015        |
| 2015 | Joy                                                                            | Trudy                                  | Isabella Rossellini      | 2015        |
| 2015 | Vakáció                                                                        | Ellen Griswold                         | Beverly D’Angelo         | 2015        |
| 2016 | Kivétel és szabály                                                             | Lucy Mabrey                            | Annette Bening           | 2016        |
| 2017 | A szépség és a szörnyeteg                                                      | Mesélő (hang)                          | N/A                      | 2017        |
| 2017 | A sztárok nem Liverpoolban halnak meg                                          | Gloria Grahame                         | Annette Bening           | 2018        |
| 2017 | Párosan szép az élet?                                                          | Cybil                                  | Mary Steenburgen         | 2018        |
| 2017 | Rose útra kel                                                                  | Rose                                   | Cybill Shepherd          | 2020        |
| 2018 | Halloween                                                                      | Laurie Strode                          | Jamie Lee Curtis         | 2018        |
| 2018 | Karácsonyi krónikák                                                            | Mikulásné                              | Goldie Hawn              | 2020        |
| 2018 | Sirály                                                                         | Irina                                  | Annette Bening           | 2018        |
| 2019 | Hivatali eltávozás                                                             | Lucy Vanderton                         | Demi Moore               | 2019        |
| 2019 | Inkább lennék özvegy                                                           | Grace                                  | Annette Bening           | 2020        |
| 2020 | Karácsonyi meglepi                                                             | Tipper                                 | Mary Steenburgen         | 2021        |
| 2022 | Chip és Dale: A Csipet Csapat                                                  | Bárány (hang)                          | Rachel Bloom             | 2022        |
| 2023 | Hogyan öljük meg a férjünket: Nancy Brophy története                           | Nancy Crampton-Brophy                  | Cybill Shepherd          | 2023        |

### Csillagok háborúja
| Év   | Cím                                                                    | Szereplő             | Színész       | Szinkron év |
| ---- | ---------------------------------------------------------------------- | -------------------- | ------------- | ----------- |
| 1977 | Csillagok háborúja IV: Egy új remény (2. és 3. magyar szinkron)        | Leia Organa hercegnő | Carrie Fisher | 1995        |
| 1977 | Csillagok háborúja IV: Egy új remény (2. és 3. magyar szinkron)        | Leia Organa hercegnő | Carrie Fisher | 1997        |
| 1980 | Csillagok háborúja V: A Birodalom visszavág (2. és 3. magyar szinkron) | Leia Organa hercegnő | Carrie Fisher | 1995        |
| 1980 | Csillagok háborúja V: A Birodalom visszavág (2. és 3. magyar szinkron) | Leia Organa hercegnő | Carrie Fisher | 1997        |
| 1983 | Csillagok háborúja VI: A Jedi visszatér (2. és 3. magyar szinkron)     | Leia Organa hercegnő | Carrie Fisher | 1995        |
| 1983 | Csillagok háborúja VI: A Jedi visszatér (2. és 3. magyar szinkron)     | Leia Organa hercegnő | Carrie Fisher | 1997        |
| 2015 | Csillagok háborúja VII: Az ébredő Erő                                  | Leia Organa hercegnő | Carrie Fisher | 2015        |
| 2017 | Csillagok háborúja VIII: Az utolsó jedik                               | Leia Organa hercegnő | Carrie Fisher | 2017        |
| 2019 | Csillagok háborúja IX: Skywalker kora                                  | Leia Organa hercegnő | Carrie Fisher | 2019        |

### Csingiling-filmek
| Év   | Szinkron év | Cím                               | Szereplő         | Szinkronhang    |
| ---- | ----------- | --------------------------------- | ---------------- | --------------- |
| 2008 | 2008        | Csingiling                        | Klerion királynő | Anjelica Huston |
| 2009 | 2009        | Csingiling és az elveszett kincs  | Klerion királynő | Anjelica Huston |
| 2011 | 2012        | Csingiling és a nagy verseny      | Klerion királynő | Anjelica Huston |
| 2012 | 2012        | Csingiling: A szárnyak titka      | Klerion királynő | Anjelica Huston |
| 2014 | 2014        | Csingiling és a kalóztündér       | Klerion királynő | Anjelica Huston |
| 2014 | 2015        | Csingiling és a Soharém legendája | Klerion királynő | Anjelica Huston |

### Sorozatok
| Év        | Cím                                              | Szereplő                            | Színész              | Szinkron év |
| --------- | ------------------------------------------------ | ----------------------------------- | -------------------- | ----------- |
| 1963      | Az Angyal II. (2. magyar szinkron)               | Sophie Yarmouth                     | Mary Merrall         | 2005        |
| 1969      | Tau bácsi I.                                     | Karil anyja                         | Milena Dvorská       | 1980        |
| 1973      | Kojak I.                                         | Cheryl Pope                         | Jess Walton          | 1993        |
| 1973      | Kojak I.                                         | Carla Elliot (2. magyar szinkron)   | Jane Elliot          | 1993        |
| 1975      | Petrocelli II. (2. magyar szinkron)              | Nancy Berwick                       | Katherine Helmond    | 1998        |
| 1976      | Charlie angyalai I. (1. magyar szinkron)         | Kelly Garrett                       | Jaclyn Smith         | 1979        |
| 1976-1977 | Kojak IV-V.                                      | Polly Ames                          | Carol Lynley         | 1994        |
| 1976-1977 | Kojak IV-V.                                      | Rita McCall                         | Lee Bryant           | 1994        |
| 1976-1977 | Kojak IV-V.                                      | Milly Blasky                        | Candice Azzara       | 1994        |
| 1977      | Jean-Christophe 1-9.                             | Antoinette                          | Virginie Billetdoux  | 1981        |
| 1977      | Kórház a város szélén I.                         | Alena Blazejová                     | Hana Maciuchová      | 1982        |
| 1978      | A bábu 1-9.                                      | Izabella                            | Małgorzata Braunek   | 1980        |
| 1979      | Sándor Mátyás 1-6.                               | Torontál / Sándor Száva             | Sissy Höfferer       | 1979        |
| 1982      | Kiborulni tilos                                  | Dixie Hoxton                        | Sheila White         | 1985        |
| 1982-1983 | Tom, Dick és Harriet                             | Harriet Maddison                    | Brigit Forsyth       | 1991        |
| 1983      | Jenny I.                                         | Jenny                               | Liv Ullmann          | 1985        |
| 1984      | Szupernagyi I.                                   | N/A                                 | N/A                  | 1987        |
| 1984      | T.I.R.                                           | Sandra                              | Andrea Belfiore      | 1987        |
| 1984-1986 | Dempsey és Makepeace (első-két magyar szinkron)  | Harriett „Harry” Makepeace őrmester | Glynis Barber        | 1989        |
| 1984-1986 | Dempsey és Makepeace (első-két magyar szinkron)  | Harriett „Harry” Makepeace őrmester | Glynis Barber        | 2002        |
| 1985      | Miami Vice II.                                   | N/A                                 | N/A                  | 1993        |
| 1987      | Tell Vilmos                                      | Blade                               | Melinda Mullins      | 1991        |
| 1987-1990 | A Guldenburgok öröksége                          | Evelyn Lauritzen                    | Iris Berben          | 1990-1993   |
| 1991      | Agatha Christie: Poirot IV. (2. magyar szinkron) | Gerda (Helen)                       | Joanna Phillips-Lane | 1997        |
| 1992      | Hegylakó I.                                      | Elaine                              | Sandra Nelson        | 1997        |
| 1993      | X-akták I. (1. magyar szinkron)                  | Jane Morris                         | Nora McLellan        | 1995        |
| 1993      | X-akták I. (1. magyar szinkron)                  | Michelle Generoo                    | Susanna Thompson     | 1995        |
| 1995      | Büszkeség és balítélet                           | Miss Bingley                        | Anna Chancellor      | 1997        |
| 1996      | Sandokan visszatér (1. magyar szinkron)          | Yamira                              | Randi Ingerman       | 1999        |
| 1996      | Szívtipró gimi V.                                | June Dyson                          | Diane Craig          | 1998        |
| 1999      | Sliders V.                                       | Claire LeBeau                       | Jennifer Hetrick     | 2004        |
| 2010      | A királyi ház titkai                             | Csong Szonghi                       | Kim Hjeszon          | 2010        |
| 2010-2013 | Downton Abbey I-IV.                              | Lady Grantham                       | Elizabeth McGovern   | 2012-2016   |
| 2010-2014 | Vérmes négyes                                    | Elka Ostrovsky                      | Wendie Malick        | 2011-2017   |
| 2012      | Web-terápia II.                                  | Camilla Bowner                      | Meryl Streep         | 2013        |
| 2015      | A szultána I.                                    | Safiye szultána (idős)              | Hülya Avşar          | 2016        |
| 2015      | Az utolsó ember a Földön I.                      | Gail Klosterman                     | Mary Steenburgen     | 2020        |
| 2015      | Végtelen szerelem I-II.                          | Vildan Acemzade / Sezin             | Neşe Baykent         | 2016        |
| 2016      | Damien: A sátán kegyeltje                        | Ann Rutledge                        | Barbara Hershey      | 2016        |
| 2020-2021 | Remények földje                                  | Hünkar Yaman nagyasszony            | Vahide Gördüm        | 2020-2021   |
| 2016-2018 | Soy Luna                                         | Sharon Benson                       | Lucila Gandolfo      | 2016-2018   |
| 2018-2020 | Baron Noir                                       | Véronique Bosso                     | Astrid Whettnall     | 2021        |
| 2019      | Dolly Parton: A szív húrjai                      | Gloria                              | Catherine Dyer       | 2019        |
| 2019      | Élete a halál I.                                 | Brenda Levine                       | Lisa Hensley         | 2021        |
| 2020      | Patria                                           | N/A                                 | N/A                  | 2020        |
| 2021-2022 | A házasság buktatói                              | Colpan Cevher                       | Sumru Yavrucuk       | 2022        |
| 2023      | A diplomata                                      | Margaret Roylin                     | Celia Imrie          | 2023        |
| 2024      | Avatár – Az utolsó léghajlító                    | Yukari                              | N/A                  | 2024        |
| 2024      | Bármit, csak ezt ne                              | Lynn                                | Stephanie Faracy     | 2024        |
| 2024      | Lady Jane 1-8.                                   | Lady Frances Grey                   | Anna Chancellor      | 2024        |
| 2024      | Mindvégig Agatha 1-9.                            | Evanora Harkness                    | Kate Forbes          | 2024        |
| 2024      | Ludwig 1-6.                                      | Carol Shaw főfelügyelő              | Dorothy Atkinson     | 2024        |
| 2025      | Az aranykor III.                                 | Agnes Van Rhijn                     | Christine Baranski   | 2025        |

### Rajz- és animációs filmek
| Év   | Cím                                                       | Szereplő                                   | Szinkronhang        | Szinkron év |
| ---- | --------------------------------------------------------- | ------------------------------------------ | ------------------- | ----------- |
| 1934 | A tücsök és a hangyák                                     | Hangyakirálynő                             | Dorothy Compton     | 2009        |
| 1934 | A Dér manó (1. magyar szinkron)                           | Grizzly medve mama                         | N/A                 | 1994        |
| 1935 | Útonálló cica                                             | Ambrose mamája                             | Shirley Reed        | 2009        |
| 1940 | Pinokkió (2. magyar szinkron)                             | Kék tündér                                 | Evelyn Venable      | 2000        |
| 1941 | Dumbo                                                     | Giddy                                      | Dorothy Scott       | 1989        |
| 1941 | Dumbo                                                     | Giddy                                      | Dorothy Scott       | 1991        |
| 1959 | II. Góliát, a kis elefánt                                 | II. Góliát anyja                           | Barbara Jo Allen    | 2009        |
| 1961 | Árva testvérek                                            | Jasio, Anja és Zusió édesanyja             | Jamada Iszuzu       | 1995        |
| 1972 | Joe a hangyák országában                                  | Joe                                        | Linette Lemercier   | 1988        |
| 1972 | Joe a hangyák országában                                  | A királynő                                 | Christiane Legrand  | 1988        |
| 1973 | Joe a méhek országában (magyar hangalámondás)             | Mesélő                                     | Laurence Badie      | 1989        |
| 1973 | Joe a méhek országában (magyar hangalámondás)             | Joe                                        | Linette Lemercier   | 1989        |
| 1973 | Robin Hood                                                | Marian kisasszony (+ Szinetár Dóra (ének)) | Monica Evans        | 2001        |
| 1975 | A rejtelmes sziget                                        | stáblista felolvasása                      | –                   | 1990        |
| 1976 | Micimackó kalandjai (2. magyar szinkron)                  | Kanga                                      | Barbara Luddy       | 1997        |
| 1979 | A kis űrkutya és az űrhajótöröttei (magyar hangalámondás) | NikiBabu                                   | N/A                 | 1989        |
| 1982 | A NIMH titka (3. magyar szinkron)                         | Cini-cininé / Mrs. Brisby / Brisbyné       | Elizabeth Hartman   | 2007        |
| 1982 | Sarah, avagy a hetedik gyufa                              | Sarah                                      | Mia Farrow          | 1996        |
| 1988 | Ben-Hur                                                   | N/A                                        | N/A                 | 1991        |
| 1988 | Ben-Hur                                                   | cím, stáblista felolvasása                 | –                   | 1991        |
| 1988 | Őslények országa (1. magyar szinkron)                     | Kistülök                                   | Candace Hutson      | 1989        |
| 1992 | Porco Rosso – A mesterpilóta                              | Madame Gina                                | Kato Tokiko         | 2007        |
| 1996 | Robinson család                                           | Mesélő                                     | N/A                 | 1998        |
| 1996 | Utazás a Föld középpontjába                               | Mesélő                                     | N/A                 | 1997        |
| 1998 | Egyiptom hercege                                          | Cippóra                                    | Michelle Pfeiffer   | 1998        |
| 2000 | A trombitás hattyú (2. magyar szinkron)                   | Rohammentős                                | Kath Soucie         | 2014        |
| 2000 | Dínó                                                      | Plio                                       | Alfre Woodard       | 2000        |
| 2002 | Barbie, mint Rapunzel                                     | Gothel                                     | Anjelica Huston     | 2002        |
| 2003 | Szindbád – A hét tenger legendája                         | Erisz                                      | Michelle Pfeiffer   | 2003        |
| 2004 | Amerika kommandó: Világrendőrség                          | Helen Hunt                                 | Trey Parker         | 2005        |
| 2004 | Az oroszlánkirály 3. – Hakuna Matata                      | Timon anyja                                | Julie Kavner        | 2004        |
| 2005 | Stuart Little, kisegér 3. – A vadon hívása                | Mrs. Eleanor Little                        | Geena Davis         | 2005        |
| 2006 | Barbie és a 12 táncoló hercegnő                           | Rowena                                     | Catherine O’Hara    | 2006        |
| 2006 | Földtenger varázslója                                     | Cob                                        | Tanaka Júkó         | 2008        |
| 2006 | Rém rom                                                   | DJ anyja                                   | Catherine O’Hara    | 2006        |
| 2006 | Túl a sövényen                                            | Gladys                                     | Allison Janney      | 2006        |
| 2007 | A Napkirálynő                                             | Nofertiti                                  | Catherine Conet     | 2007        |
| 2008 | A kis hableány 3. – A kezdet kezdete                      | Marina Del Ray                             | Sally Field         | 2008        |
| 2009 | 9                                                         | Mama                                       | Sophia Loren        | 2010        |
| 2009 | A fantasztikus Róka úr                                    | Róka asszony                               | Meryl Streep        | 2010        |
| 2009 | Karácsonyi ének                                           | Mrs. Cratchit                              | Lesley Manville     | 2009        |
| 2010 | Alfa és Omega                                             | Eve                                        | Vicki Lewis         | 2010        |
| 2010 | Barbie: Tündérmese a divatról                             | Millicent nagynéni                         | Patricia Drake      | 2010        |
| 2011 | Thor és az óriások                                        | Freyja                                     | Mary Murray         | 2014        |
| 2016 | Batman: A köpenyes lovagok visszatérnek                   | Macskanő                                   | Julie Newmar        | 2020        |
| 2016 | Sárkányvarázs                                             | Siringa, a boszorkány                      | N/A                 | 2017        |
| 2016 | Szenilla nyomában                                         | Jenny                                      | Diane Keaton        | 2016        |
| 2016 | Zootropolis – Állati nagy balhé                           | Vidrovszki asszony                         | Octavia Spencer     | 2016        |
| 2017 | Dzsungel-mentőakció                                       | Batricia                                   | Céline Monsarrat    | 2017        |
| 2017 | Mary és a varázsvirág                                     | Charlotte nagynéni                         | Ótake Sinobu        | 2018        |
| 2017 | Szörnyen boldog család (1. magyar szinkron)               | Cheyenne                                   | Celia Imrie         | 2017        |
| 2018 | A Hihetetlen család 2.                                    | Nagykövet                                  | Isabella Rossellini | 2018        |
| 2019 | A hercegnő és a hét törpe                                 | Regina                                     | Gina Gershon        | 2021        |
| 2019 | Az oroszlánkirály                                         | Sarabi                                     | Alfre Woodard       | 2019        |
| 2019 | Dalmata utca 101. – 25-26. rész: Napsugaras nyári emlék   | Szörnyella de Frász                        | Michelle Gomez      | 2019        |
| 2021 | My Little Pony: Az új nemzedék                            | Haven királynő                             | Jane Krakowski      | 2021        |
| 2023 | Dzsungel mentőakció 2. – A világ körül                    | Batricia                                   | Céline Monsarrat    | 2023        |

### Rajzfilm- és animációs sorozat
| Év        | Cím                                            | Szereplő                      | Szinkronhang     | Szinkron év |
| --------- | ---------------------------------------------- | ----------------------------- | ---------------- | ----------- |
| 1933-1936 | Klasszikus amerikai rajzfilmek                 | rowspan="2" További szereplők | N/A              | 1994        |
| 1972      | Klasszikus mesék fesztiválja                   | N/A                           | 1990             |             |
| 1975      | Tom és Jerry új kalandjai (1. magyar szinkron) | Yvonne                        | Janet Waldo      | 1987        |
| 1975      | Tom és Jerry új kalandjai (1. magyar szinkron) | Hipnotikus csali              | Lennie Weinrib   | 1987        |
| 1975      | Tom és Jerry új kalandjai (1. magyar szinkron) | Cicási Katy járőr             | Kathy Gori       | 1987        |
| 1975      | Tom és Jerry új kalandjai (1. magyar szinkron) | Kanári                        | N/A              | 1987        |
| 1975      | Tom és Jerry új kalandjai (1. magyar szinkron) | Hat kiscica                   | Don Messick      | 1987        |
| 1975      | Tom és Jerry új kalandjai (1. magyar szinkron) | Szirti sas fióka              | Don Messick      | 1987        |
| 2000      | Miss Mallard nyomoz                            | Miss Marjorie Mallard         | Kate Hurman      | 2004        |
| 2001      | Harold és a lila varázskréta                   | Narrátor                      | Sharon Stone     | 2007        |
| 2001      | Mickey egér klubja                             | Kék tündér                    | Russi Taylor     | 2003        |
| 2003-2005 | Csillagok háborúja: Klónok háborúja            | Shaak Ti                      | Grey DeLisle     | 2005        |
| 2011      | Kung Fu Panda – A rendkívüliség legendája I.   | Fenghuang                     | Wendie Malick    | 2011        |
| 2012-2014 | Korra Legendája                                | Kya                           | Lisa Edelstein   | 2014        |
| 2014      | A kis időutazók                                | N/A                           | N/A              | 2016        |
| 2014-2017 | Penn Zero, a félállású hős                     | Bowling                       | Kari Wahlgren    | 2016-2017   |
| 2015      | Heidi                                          | N/A                           | N/A              | 2015        |
| 2015      | Star Wars: Lázadók II.                         | Leia Organa Hercegnő          | Julie Dolan      | 2015        |
| 2015-2017 | Dragon Ball Super                              | Baba                          | Tanaka Majumi    | 2018        |
| 2017-2018 | Az Oroszlán őrség II.                          | Kongwe                        | CCH Pounder      | 2019        |
| 2019-2022 | Zöld sonka és zöld tojás                       | Michellee Weebie-Am-I         | Diane Keaton     | 2019-2022   |
| 2020-2021 | Kacsamesék III.                                | Emma Glamour                  | Bebe Neuwirth    | 2022        |
| 2021      | Lego Ninjago: Tengeri Irányban                 | Maya                          | Jillian Michaels | 2021        |
| 2022      | Lego Ninjago: Kristályosodva                   | Maya                          | Jillian Michaels | 2022        |
| 2022      | Farzar I.                                      | Flammy királynő               | Grey Griffin     | 2022        |

### Videójátékok
| Év   | Cím       | Szereplő    | Szinkronhang | Szinkron év |
| ---- | --------- | ----------- | ------------ | ----------- |
| 2012 | Sine Mora | Akyta Dryad | –            | 2012        |

## Színészek

### Emma Thompson
| Év       | Cím                                                   | Szereplő                             | Szinkron év |
| -------- | ----------------------------------------------------- | ------------------------------------ | ----------- |
| 1989     | A nagy balek                                          | Kate                                 | 1997        |
| 1989     | V. Henrik (2. magyar szinkron)                        | Katalin                              | 2002        |
| 1991     | Impromptu (1. magyar szinkron)                        | D′Antan hercegnője                   | 1995        |
| 1991     | Meghalsz újra                                         | Grace / Margaret Strauss             | 1997        |
| 1992     | Szilveszteri durranások                               | Maggie Chester                       | 1995        |
| 1993     | Napok romjai                                          | Miss Kenton                          | 1994        |
| 1993     | Sok hűhó semmiért                                     | Beatrice                             | 1993        |
| 1994     | Junior                                                | Dr. Diana Reddin                     | 1995        |
| 1995     | Carrington – A festőnő szerelmei (1. magyar szinkron) | Dora Carrington                      | 1997        |
| 1995     | Értelem és érzelem                                    | Elinor Dashwood                      | 1996        |
| 1997     | Téli vendég                                           | Frances                              | 1999        |
| 1998     | A nemzet színe-java                                   | Susan Stanton                        | 2002        |
| 2000     | Papás-mamás                                           | Druscilla                            | 2001        |
| 2003     | Álmaimban Argentína                                   | Cecilia Rueda                        | 2005        |
| 2004     | Harry Potter 3.: Harry Potter és az azkabani fogoly   | Sybill Patricia Trelawney professzor | 2004        |
| 2005     | Nanny McPhee – A varázsdada                           | Nanny McPhee                         | 2006        |
| 2006     | Felforgatókönyv                                       | Karen Eiffel                         | 2007        |
| 2007     | Harry Potter 5.: Harry Potter és a Főnix Rendje       | Sybil Trelawney professzor           | 2007        |
| 2007     | Legenda vagyok                                        | Dr. Alice Krippin                    | 2008        |
| 2008     | Egy lányról                                           | Igazgatónő                           | 2010        |
| 2008     | Szerelem második látásra                              | Kate Walker                          | 2009        |
| 2008     | Utolsó látogatás                                      | Lady Marchmain                       | 2009        |
| 2009     | Rockhajó                                              | Charlotte, Carl anyja                | 2009        |
| 2010     | Nanny McPhee és a nagy bumm                           | Nanny McPhee                         | 2010        |
| 2011     | Harry Potter 8.: Harry Potter és a Halál ereklyéi 2.  | Sybil Trelawney professzor           | 2011        |
| 2012     | Men in Black – Sötét zsaruk 3.                        | O ügynök                             | 2012        |
| 2013     | Banks úr megmentése                                   | P. L. Travers                        | 2014        |
| 2013     | Lenyűgöző teremtmények                                | Mrs. Lincoln                         | 2013        |
| 2013     | Százkarátos szerelem                                  | Kate                                 | 2014        |
| 2014     | Férfiak, nők és gyerekek                              | Narrátor (hang)                      | 2015        |
| 2015     | Az ételművész                                         | Dr. Rosshilde                        | 2016        |
| 2015     | Barney Thomson legendája                              | Cemolina, Barney anyja               | 2016        |
| 2016     | Bridget Jones babát vár                               | Dr. Rawlings                         | 2016        |
| 2018     | Johnny English újra lecsap                            | Miniszterelnök                       | 2018        |
| 2019     | Évek alatt 1-6.                                       | Vivienne Rook                        | 2019        |
| 2019     | Men in Black – Sötét zsaruk a Föld körül              | O ügynök                             | 2019        |
| 2019     | Múlt karácsony                                        | Petra                                | 2019        |
| Talkshow | Katherine Newbury                                     |                                      |             |
| 2020     | Dolittle                                              | Poli (hang)                          | 2020        |
| 2021     | Szörnyella                                            | Báróné                               | 2021        |

### Michelle Pfeiffer
| Év   | Cím                                  | Szereplő                                         | Szinkron év |
| ---- | ------------------------------------ | ------------------------------------------------ | ----------- |
| 1988 | Keresztanya (1. magyar szinkron)     | Angela de Marco                                  | 1991        |
| 1988 | Veszedelmes viszonyok                | Madame Marie de Tourvel                          | 1989        |
| 1989 | Azok a csodálatos Baker fiúk         | Susie Diamond                                    | 1993        |
| 1990 | Oroszország-ház                      | Katya Orlova                                     | 1992        |
| 1991 | Krumplirózsa                         | Frankie                                          | 1998        |
| 1993 | Az ártatlanság kora                  | Ellen Olenska                                    | 1994        |
| 1994 | Magányos farkas (2. magyar szinkron) | Laura Alden                                      | 2009        |
| 1996 | A hírek szerelmesei                  | Sally (Tally) Atwater                            | 1997        |
| 1996 | Feleségemnek, 37. születésnapjára    | Gillian Lewis                                    | 1997        |
| 1996 | Szép kis nap!                        | Melanie Parker                                   | 1997        |
| 1997 | Ezer hold                            | Rose Cook Lewis                                  | 1999        |
| 1999 | Szentivánéji álom                    | Titánia                                          | 2000        |
| 1999 | Tíz elveszett év                     | Beth Cappadora                                   | 2000        |
| 1999 | Velem vagy nélküled                  | Katie Jordan                                     | 2000        |
| 2000 | Temetetlen múlt                      | Claire Spencer                                   | 2001        |
| 2001 | Nevem Sam                            | Rita Harrison Williams                           | 2003        |
| 2002 | Fehér leander                        | Ingrid Magnussen                                 | 2002        |
| 2007 | Anyád lehetnék                       | Rosie                                            | 2008        |
| 2007 | Csillagpor                           | Lamia                                            | 2007        |
| 2007 | Hajlakk                              | Velma Von Tussle                                 | 2008        |
| 2009 | Chéri – Egy kurtizán szerelme        | Lea                                              | 2009        |
| 2009 | Személyes vonatkozás                 | Linda                                            | 2009        |
| 2011 | Rossz tanár                          | Louanne Johnson (a Veszélyes kölykök c. filmben) | 2011        |
| 2011 | Szilveszter éjjel                    | Ingrid                                           | 2011        |
| 2012 | Éjsötét árnyék                       | Elizabeth Collins Stoddard                       | 2012        |
| 2013 | Vérmesék                             | Maggie Blake                                     | 2013        |
| 2017 | Anyám!                               | Nő                                               | 2018        |
| 2017 | Gyilkosság az Orient expresszen      | Caroline Hubbard                                 | 2017        |
| 2017 | Hazugságok mágusa                    | Ruth Madoff                                      | 2017        |
| 2018 | A Hangya és a Darázs                 | Janet Van Dyne                                   | 2018        |
| 2019 | Demóna: A sötétség úrnője            | Ingrith királynő                                 | 2019        |
| 2020 | Francia kiút                         | Frances Price                                    | 2021        |

### Kim Basinger
| Év   | Cím                                           | Szereplő                     | Szinkron év |
| ---- | --------------------------------------------- | ---------------------------- | ----------- |
| 1983 | Soha ne mondd, hogy soha (1. magyar szinkron) | Domino Petachi               | 2005        |
| 1985 | A szerelem bolondjai                          | May                          | 2001        |
| 1986 | Nincs kegyelem                                | Michel Duval                 | 1989        |
| 1987 | Bízzál bennem!                                | Nadine Hightower             | 1993        |
| 1991 | Fogd a nőt és fuss (1. magyar szinkron)       | Vicki Anderson               | 1993        |
| 1992 | Dermesztő szenvedélyek                        | Heather Evans                | 1993        |
| 1993 | A tuti balhé (első-két magyar szinkron)       | Karen McCoy                  | 1996        |
| 1993 | A tuti balhé (első-két magyar szinkron)       | Karen McCoy                  | 2004        |
| 1994 | Pret-a-porter – Divatdiktátorok               | Kitty Potter                 | 1996        |
| 1994 | Szökésben (első-két magyar szinkron)          | Carol McCoy                  | 1994        |
| 1994 | Szökésben (első-két magyar szinkron)          | Carol McCoy                  | 2004        |
| 2000 | Áldott a gyermek                              | Maggie O’Connor              | 2001        |
| 2002 | Ismerős játékok                               | Victoria Gray                | 2003        |
| 2004 | A titkos ajtó                                 | Marion Cole                  | 2005        |
| 2006 | A testőr                                      | Sarah Ballentine, First Lady | 2006        |
| 2008 | Megváltás (első-két magyar szinkron)          | Gina                         | 2010        |
| 2010 | Charlie St. Cloud halála és élete             | Claire St. Cloud             | 2010        |
| 2013 | A kiütés                                      | Sally                        | 2014        |
| 2016 | Rendes fickók                                 | Judith Kuttner               | 2016        |
| 2017 | A sötét ötven árnyalata                       | Elena Lincoln                | 2017        |

### Diane Keaton
| Év   | Cím                                               | Szereplő             | Szinkron év |
| ---- | ------------------------------------------------- | -------------------- | ----------- |
| 1972 | A keresztapa (2. magyar szinkron)                 | Kay Adams            | 1997        |
| 1974 | A keresztapa II. (2. magyar szinkron)             | Kay Adams            | 1997        |
| 1981 | Vörösök                                           | Louise Bryant        | 1995        |
| 1982 | Válás előtt                                       | Faith Dunlap         | 1988        |
| 1984 | Mrs. Soffel – Börtönszerelem (2. magyar szinkron) | Kate Soffel          | 1996        |
| 1990 | A keresztapa III. (2. magyar szinkron)            | Kay Adams-Mitchelson | 1997        |
| 1992 | Válaszd a befutót!                                | Aggie Snow           | 1997        |
| 1993 | Rejtélyes manhattani haláleset                    | Carol Lipton         | 1995        |
| 1996 | Marvin szobája                                    | Bessie Greenfield    | 1999        |
| 2005 | Ki voltál, lányom? (első-két magyar szinkron)     | Natalie Swerdlow     | 2007        |
| 2005 | Ki voltál, lányom? (első-két magyar szinkron)     | Natalie Swerdlow     | 2015        |
| 2007 | Férjhez mész – Mert azt mondtam                   | Daphne               | 2007        |
| 2007 | Mama kicsi fia                                    | Jan Mannus           | 2010        |
| 2008 | Van az a pénz, ami megbolondít                    | Bridget Cardigan     | 2008        |
| 2012 | Egy drága társ                                    | Beth                 | 2015        |
| 2014 | Öt emelet boldogság                               | Ruth Carver          | 2020        |
| 2014 | Szerelem a végzetem                               | Leah                 | 2014        |

### Cate Blanchett
| Év   | Cím                                                    | Szereplő                 | Szinkron év |
| ---- | ------------------------------------------------------ | ------------------------ | ----------- |
| 2001 | A Gyűrűk Ura: A Gyűrű Szövetsége (+ bővített változat) | Galadriel                | 2001        |
| 2001 | A Gyűrűk Ura: A Gyűrű Szövetsége (+ bővített változat) | Galadriel                | 2002        |
| 2002 | A Gyűrűk Ura: A két torony                             | Galadriel                |             |
| 2003 | A Gyűrűk Ura: A király visszatér (+ bővített változat) | Galadriel                | 2003        |
| 2003 | A Gyűrűk Ura: A király visszatér (+ bővített változat) | Galadriel                | 2004        |
| 2003 | Az eltűntek                                            | Maggie Gilkeson          |             |
| 2004 | Édes vízi élet                                         | Jane Winslett-Richardson | 2005        |
| 2006 | Bábel                                                  | Susan                    | 2007        |
| 2006 | Egy botrány részletei                                  | Sheba Hart               | 2007        |
| 2007 | I’m Not There – Bob Dylan életei                       | Jude                     | 2008        |
| 2012 | A hobbit: Váratlan utazás                              | Galadriel                | 2012        |
| 2013 | A hobbit: Smaug pusztasága (+ bővített változat)       | Galadriel                | 2013        |
| 2013 | A hobbit: Smaug pusztasága (+ bővített változat)       | Galadriel                | 2014        |
| 2014 | A hobbit: Az öt sereg csatája (+ bővített változat)    | Galadriel                |             |
| 2014 | A hobbit: Az öt sereg csatája (+ bővített változat)    | Galadriel                | 2015        |
| 2015 | Carol                                                  | Carol Aird               |             |
| 2015 | Hamupipőke                                             | Mostohaanya              |             |
| 2015 | Igazság – A CBS-botrány                                | Mary Mapes               | 2016        |
| 2016 | Az Univerzum története                                 | Narrátor (hang)          | 2017        |

### Sissy Spacek
| Év   | Cím                                   | Szereplő              | Szinkron év |
| ---- | ------------------------------------- | --------------------- | ----------- |
| 1986 | Újra nyílnak a violák                 | Gussie Sawyer         | 1996        |
| 1995 | A fűhárfa                             | Verena Talbo          | 2004        |
| 1996 | Ha a falak beszélni tudnának          | Barbara Barrows       | 1996        |
| 1999 | Csapás a múltból                      | Helen Thomas Webber   | 2000        |
| 1999 | The Straight Story – Az igaz történet | Rose „Rosie” Straight | 2003        |
| 2002 | Az utolsó hívás                       | Zelda Fitzgerald      | 2002        |
| 2005 | A kör 2.                              | Evelyn                | 2005        |
| 2007 | Az örök kaszkadőr                     | Marie Powell          | 2008        |
| 2007 | Hollis Woods képei                    | Josie Cahill          | 2011        |
| 2008 | Négy karácsony                        | Paula                 | 2008        |
| 2009 | A temetésem szervezem                 | Mattie Darrow         | 2012        |
| 2011 | A segítség                            | Missus Walters        | 2012        |
| 2012 | Kelepce                               | June Mills            | 2014        |
| 2018 | Úriember revolverrel                  | Jewel                 | 2020        |

### Meryl Streep
| Év   | Cím                                        | Szereplő           | Szinkron év |
| ---- | ------------------------------------------ | ------------------ | ----------- |
| 1982 | Sophie választása (1. magyar szinkron)     | Sophie Zawistowski | 1997        |
| 1983 | Silkwood (2. magyar szinkron)              | Karen Silkwood     | 1995        |
| 1984 | Zuhanás a szerelembe                       | Molly Gilmore      | 1991        |
| 1986 | Féltékenység                               | Rachel Samstat     | 1995        |
| 1988 | Sikoly a sötétben (2. magyar szinkron)     | Lindy Chamberlain  | 1999        |
| 1994 | Veszélyes vizeken (1. magyar szinkron)     | Gail Hartman       | 1995        |
| 1997 | Sohasem ártok (1. magyar szinkron)         | Lori Reimuller     | 1998        |
| 2001 | A. I. – Mesterséges értelem                | Kék tündér (hang)  | 2002        |
| 2007 | Kiadatás                                   | Corrine Whitman    | 2010        |
| 2007 | Sötét anyag                                | Joanna Silver      | 2008        |
| 2014 | Augusztus Oklahomában (2. magyar szinkron) | Violet Weston      | 2014        |
| 2014 | Az emlékek őre                             | Elöljáró           | 2014        |
| 2018 | Mary Poppins visszatér                     | Topsy              | 2018        |

### Barbara Hershey
| Év   | Cím                                     | Szereplő                     | Szinkron év |
| ---- | --------------------------------------- | ---------------------------- | ----------- |
| 1980 | A kaszkadőr (1. magyar szinkron)        | Nina Franklin                | 1990        |
| 1982 | Lélekvesztő                             | Carla Moran                  | 1994        |
| 1986 | Hannah és nővérei (1. magyar szinkron)  | Lee                          | 1987        |
| 1988 | Barátnők                                | Hillary „Hill” Whitney Essex | 1994        |
| 1988 | Krisztus utolsó megkísértése            | Mária Magdolna               | 1994        |
| 1996 | Julie De Marco (1. magyar szinkron)     | Ruth Abernathy               | 1999        |
| 1998 | Író és hős                              | Marcella Willis              | 2001        |
| 2009 | Albert Schweitzer – Egy élet Afrikáért  | Helene Schweitzer            | 2011        |
| 2010 | Insidious – A testen kívüli             | Lorraine Lambert             | 2022        |
| 2012 | Hamis vád                               | Sandra Chase                 | 2014        |
| 2016 | Damien: A sátán kegyeltje (tévésorozat) | Ann Rutledge                 | 2016        |
| 2022 | 9 golyó                                 | Lacy                         | 2024        |

## Hangjátékok
- Szabó Magda: Születésnap (1980)
- Hazalátogató (1983)